# فهرست سیارک‌ها (۱۳۰۰۰۱–۱۳۱۰۰۱)
فهرست سیارک‌ها (۱۳۰۰۰۱ - ۱۳۱۰۰۱) فهرست سیارک‌ها از ۱۳۰۰۰۱ تا ۱۳۱۰۰۱ است.
| نام    | نام انگلیسی | تاریخ کشف       |
| ------ | ----------- | --------------- |
| ۱۳۰۰۰۱ | 1999 VC34   | ۳ نوامبر ۱۹۹۹   |
| ۱۳۰۰۰۲ | 1999 VR35   | ۳ نوامبر ۱۹۹۹   |
| ۱۳۰۰۰۳ | 1999 VB39   | ۱۰ نوامبر ۱۹۹۹  |
| ۱۳۰۰۰۴ | 1999 VN42   | ۴ نوامبر ۱۹۹۹   |
| ۱۳۰۰۰۵ | 1999 VE43   | ۴ نوامبر ۱۹۹۹   |
| ۱۳۰۰۰۶ | 1999 VB45   | ۴ نوامبر ۱۹۹۹   |
| ۱۳۰۰۰۷ | 1999 VC45   | ۴ نوامبر ۱۹۹۹   |
| ۱۳۰۰۰۸ | 1999 VU46   | ۳ نوامبر ۱۹۹۹   |
| ۱۳۰۰۰۹ | 1999 VH52   | ۳ نوامبر ۱۹۹۹   |
| ۱۳۰۰۱۰ | 1999 VR52   | ۳ نوامبر ۱۹۹۹   |
| ۱۳۰۰۱۱ | 1999 VP53   | ۴ نوامبر ۱۹۹۹   |
| ۱۳۰۰۱۲ | 1999 VR53   | ۴ نوامبر ۱۹۹۹   |
| ۱۳۰۰۱۳ | 1999 VB56   | ۴ نوامبر ۱۹۹۹   |
| ۱۳۰۰۱۴ | 1999 VZ56   | ۴ نوامبر ۱۹۹۹   |
| ۱۳۰۰۱۵ | 1999 VF57   | ۴ نوامبر ۱۹۹۹   |
| ۱۳۰۰۱۶ | 1999 VU59   | ۴ نوامبر ۱۹۹۹   |
| ۱۳۰۰۱۷ | 1999 VB66   | ۴ نوامبر ۱۹۹۹   |
| ۱۳۰۰۱۸ | 1999 VK67   | ۴ نوامبر ۱۹۹۹   |
| ۱۳۰۰۱۹ | 1999 VW68   | ۴ نوامبر ۱۹۹۹   |
| ۱۳۰۰۲۰ | 1999 VC69   | ۴ نوامبر ۱۹۹۹   |
| ۱۳۰۰۲۱ | 1999 VY74   | ۵ نوامبر ۱۹۹۹   |
| ۱۳۰۰۲۲ | 1999 VD77   | ۵ نوامبر ۱۹۹۹   |
| ۱۳۰۰۲۳ | 1999 VV77   | ۳ نوامبر ۱۹۹۹   |
| ۱۳۰۰۲۴ | 1999 VK80   | ۴ نوامبر ۱۹۹۹   |
| ۱۳۰۰۲۵ | 1999 VU80   | ۴ نوامبر ۱۹۹۹   |
| ۱۳۰۰۲۶ | 1999 VG84   | ۶ نوامبر ۱۹۹۹   |
| ۱۳۰۰۲۷ | 1999 VC88   | ۳ نوامبر ۱۹۹۹   |
| ۱۳۰۰۲۸ | 1999 VO90   | ۵ نوامبر ۱۹۹۹   |
| ۱۳۰۰۲۹ | 1999 VR93   | ۹ نوامبر ۱۹۹۹   |
| ۱۳۰۰۳۰ | 1999 VH95   | ۹ نوامبر ۱۹۹۹   |
| ۱۳۰۰۳۱ | 1999 VT96   | ۹ نوامبر ۱۹۹۹   |
| ۱۳۰۰۳۲ | 1999 VE98   | ۹ نوامبر ۱۹۹۹   |
| ۱۳۰۰۳۳ | 1999 VP98   | ۹ نوامبر ۱۹۹۹   |
| ۱۳۰۰۳۴ | 1999 VT99   | ۹ نوامبر ۱۹۹۹   |
| ۱۳۰۰۳۵ | 1999 VA123  | ۵ نوامبر ۱۹۹۹   |
| ۱۳۰۰۳۶ | 1999 VO125  | ۶ نوامبر ۱۹۹۹   |
| ۱۳۰۰۳۷ | 1999 VR125  | ۶ نوامبر ۱۹۹۹   |
| ۱۳۰۰۳۸ | 1999 VM127  | ۹ نوامبر ۱۹۹۹   |
| ۱۳۰۰۳۹ | 1999 VY136  | ۱۲ نوامبر ۱۹۹۹  |
| ۱۳۰۰۴۰ | 1999 VO137  | ۱۲ نوامبر ۱۹۹۹  |
| ۱۳۰۰۴۱ | 1999 VL140  | ۱۰ نوامبر ۱۹۹۹  |
| ۱۳۰۰۴۲ | 1999 VE147  | ۱۲ نوامبر ۱۹۹۹  |
| ۱۳۰۰۴۳ | 1999 VZ148  | ۱۴ نوامبر ۱۹۹۹  |
| ۱۳۰۰۴۴ | 1999 VK149  | ۱۴ نوامبر ۱۹۹۹  |
| ۱۳۰۰۴۵ | 1999 VZ157  | ۱۴ نوامبر ۱۹۹۹  |
| ۱۳۰۰۴۶ | 1999 VF159  | ۱۴ نوامبر ۱۹۹۹  |
| ۱۳۰۰۴۷ | 1999 VJ163  | ۱۴ نوامبر ۱۹۹۹  |
| ۱۳۰۰۴۸ | 1999 VG164  | ۱۴ نوامبر ۱۹۹۹  |
| ۱۳۰۰۴۹ | 1999 VU166  | ۱۴ نوامبر ۱۹۹۹  |
| ۱۳۰۰۵۰ | 1999 VL167  | ۱۴ نوامبر ۱۹۹۹  |
| ۱۳۰۰۵۱ | 1999 VK168  | ۱۴ نوامبر ۱۹۹۹  |
| ۱۳۰۰۵۲ | 1999 VO171  | ۱۴ نوامبر ۱۹۹۹  |
| ۱۳۰۰۵۳ | 1999 VW171  | ۱۴ نوامبر ۱۹۹۹  |
| ۱۳۰۰۵۴ | 1999 VM173  | ۱۵ نوامبر ۱۹۹۹  |
| ۱۳۰۰۵۵ | 1999 VY173  | ۱ نوامبر ۱۹۹۹   |
| ۱۳۰۰۵۶ | 1999 VA177  | ۵ نوامبر ۱۹۹۹   |
| ۱۳۰۰۵۷ | 1999 VA179  | ۶ نوامبر ۱۹۹۹   |
| ۱۳۰۰۵۸ | 1999 VN179  | ۶ نوامبر ۱۹۹۹   |
| ۱۳۰۰۵۹ | 1999 VT181  | ۹ نوامبر ۱۹۹۹   |
| ۱۳۰۰۶۰ | 1999 VO185  | ۱۵ نوامبر ۱۹۹۹  |
| ۱۳۰۰۶۱ | 1999 VR187  | ۱۵ نوامبر ۱۹۹۹  |
| ۱۳۰۰۶۲ | 1999 VU188  | ۱۵ نوامبر ۱۹۹۹  |
| ۱۳۰۰۶۳ | 1999 VZ191  | ۱۴ نوامبر ۱۹۹۹  |
| ۱۳۰۰۶۴ | 1999 VB192  | ۱۴ نوامبر ۱۹۹۹  |
| ۱۳۰۰۶۵ | 1999 VC192  | ۱۴ نوامبر ۱۹۹۹  |
| ۱۳۰۰۶۶ | 1999 VK193  | ۱ نوامبر ۱۹۹۹   |
| ۱۳۰۰۶۷ | 1999 VM194  | ۱ نوامبر ۱۹۹۹   |
| ۱۳۰۰۶۸ | 1999 VH196  | ۴ نوامبر ۱۹۹۹   |
| ۱۳۰۰۶۹ | 1999 VV196  | ۱ نوامبر ۱۹۹۹   |
| ۱۳۰۰۷۰ | 1999 VK197  | ۳ نوامبر ۱۹۹۹   |
| ۱۳۰۰۷۱ | 1999 VD198  | ۳ نوامبر ۱۹۹۹   |
| ۱۳۰۰۷۲ | 1999 VL198  | ۳ نوامبر ۱۹۹۹   |
| ۱۳۰۰۷۳ | 1999 VH204  | ۹ نوامبر ۱۹۹۹   |
| ۱۳۰۰۷۴ | 1999 VG205  | ۱۱ نوامبر ۱۹۹۹  |
| ۱۳۰۰۷۵ | 1999 VO217  | ۵ نوامبر ۱۹۹۹   |
| ۱۳۰۰۷۶ | 1999 VA224  | ۵ نوامبر ۱۹۹۹   |
| ۱۳۰۰۷۷ | 1999 VA225  | ۵ نوامبر ۱۹۹۹   |
| ۱۳۰۰۷۸ | 1999 WH2    | ۲۶ نوامبر ۱۹۹۹  |
| ۱۳۰۰۷۹ | 1999 WW2    | ۲۶ نوامبر ۱۹۹۹  |
| ۱۳۰۰۸۰ | 1999 WQ6    | ۲۸ نوامبر ۱۹۹۹  |
| ۱۳۰۰۸۱ | 1999 WM12   | ۲۹ نوامبر ۱۹۹۹  |
| ۱۳۰۰۸۲ | 1999 WP13   | ۲۹ نوامبر ۱۹۹۹  |
| ۱۳۰۰۸۳ | 1999 WV14   | ۲۸ نوامبر ۱۹۹۹  |
| ۱۳۰۰۸۴ | 1999 WM16   | ۲۹ نوامبر ۱۹۹۹  |
| ۱۳۰۰۸۵ | 1999 WX16   | ۳۰ نوامبر ۱۹۹۹  |
| ۱۳۰۰۸۶ | 1999 WW17   | ۳۰ نوامبر ۱۹۹۹  |
| ۱۳۰۰۸۷ | 1999 WA25   | ۲۸ نوامبر ۱۹۹۹  |
| ۱۳۰۰۸۸ | 1999 XQ3    | ۴ دسامبر ۱۹۹۹   |
| ۱۳۰۰۸۹ | 1999 XC5    | ۴ دسامبر ۱۹۹۹   |
| ۱۳۰۰۹۰ | 1999 XJ6    | ۴ دسامبر ۱۹۹۹   |
| ۱۳۰۰۹۱ | 1999 XC10   | ۵ دسامبر ۱۹۹۹   |
| ۱۳۰۰۹۲ | 1999 XD13   | ۵ دسامبر ۱۹۹۹   |
| ۱۳۰۰۹۳ | 1999 XP14   | ۳ دسامبر ۱۹۹۹   |
| ۱۳۰۰۹۴ | 1999 XW14   | ۶ دسامبر ۱۹۹۹   |
| ۱۳۰۰۹۵ | 1999 XR16   | ۷ دسامبر ۱۹۹۹   |
| ۱۳۰۰۹۶ | 1999 XJ19   | ۳ دسامبر ۱۹۹۹   |
| ۱۳۰۰۹۷ | 1999 XW20   | ۵ دسامبر ۱۹۹۹   |
| ۱۳۰۰۹۸ | 1999 XM21   | ۵ دسامبر ۱۹۹۹   |
| ۱۳۰۰۹۹ | 1999 XU22   | ۶ دسامبر ۱۹۹۹   |
| ۱۳۰۱۰۰ | 1999 XY28   | ۶ دسامبر ۱۹۹۹   |
| ۱۳۰۱۰۱ | 1999 XM29   | ۶ دسامبر ۱۹۹۹   |
| ۱۳۰۱۰۲ | 1999 XO30   | ۶ دسامبر ۱۹۹۹   |
| ۱۳۰۱۰۳ | 1999 XR30   | ۶ دسامبر ۱۹۹۹   |
| ۱۳۰۱۰۴ | 1999 XB41   | ۷ دسامبر ۱۹۹۹   |
| ۱۳۰۱۰۵ | 1999 XW42   | ۷ دسامبر ۱۹۹۹   |
| ۱۳۰۱۰۶ | 1999 XT47   | ۷ دسامبر ۱۹۹۹   |
| ۱۳۰۱۰۷ | 1999 XS51   | ۷ دسامبر ۱۹۹۹   |
| ۱۳۰۱۰۸ | 1999 XQ58   | ۷ دسامبر ۱۹۹۹   |
| ۱۳۰۱۰۹ | 1999 XC65   | ۷ دسامبر ۱۹۹۹   |
| ۱۳۰۱۱۰ | 1999 XQ65   | ۷ دسامبر ۱۹۹۹   |
| ۱۳۰۱۱۱ | 1999 XR67   | ۷ دسامبر ۱۹۹۹   |
| ۱۳۰۱۱۲ | 1999 XF70   | ۷ دسامبر ۱۹۹۹   |
| ۱۳۰۱۱۳ | 1999 XY72   | ۷ دسامبر ۱۹۹۹   |
| ۱۳۰۱۱۴ | 1999 XS73   | ۷ دسامبر ۱۹۹۹   |
| ۱۳۰۱۱۵ | 1999 XO78   | ۷ دسامبر ۱۹۹۹   |
| ۱۳۰۱۱۶ | 1999 XH79   | ۷ دسامبر ۱۹۹۹   |
| ۱۳۰۱۱۷ | 1999 XD80   | ۷ دسامبر ۱۹۹۹   |
| ۱۳۰۱۱۸ | 1999 XR80   | ۷ دسامبر ۱۹۹۹   |
| ۱۳۰۱۱۹ | 1999 XH81   | ۷ دسامبر ۱۹۹۹   |
| ۱۳۰۱۲۰ | 1999 XH84   | ۷ دسامبر ۱۹۹۹   |
| ۱۳۰۱۲۱ | 1999 XH86   | ۷ دسامبر ۱۹۹۹   |
| ۱۳۰۱۲۲ | 1999 XZ90   | ۷ دسامبر ۱۹۹۹   |
| ۱۳۰۱۲۳ | 1999 XJ92   | ۷ دسامبر ۱۹۹۹   |
| ۱۳۰۱۲۴ | 1999 XJ105  | ۱۰ دسامبر ۱۹۹۹  |
| ۱۳۰۱۲۵ | 1999 XV105  | ۱۱ دسامبر ۱۹۹۹  |
| ۱۳۰۱۲۶ | 1999 XW106  | ۴ دسامبر ۱۹۹۹   |
| ۱۳۰۱۲۷ | 1999 XC110  | ۴ دسامبر ۱۹۹۹   |
| ۱۳۰۱۲۸ | 1999 XG118  | ۵ دسامبر ۱۹۹۹   |
| ۱۳۰۱۲۹ | 1999 XS127  | ۱۲ دسامبر ۱۹۹۹  |
| ۱۳۰۱۳۰ | 1999 XB133  | ۱۲ دسامبر ۱۹۹۹  |
| ۱۳۰۱۳۱ | 1999 XC133  | ۱۲ دسامبر ۱۹۹۹  |
| ۱۳۰۱۳۲ | 1999 XQ133  | ۱۲ دسامبر ۱۹۹۹  |
| ۱۳۰۱۳۳ | 1999 XP134  | ۳ دسامبر ۱۹۹۹   |
| ۱۳۰۱۳۴ | 1999 XR135  | ۸ دسامبر ۱۹۹۹   |
| ۱۳۰۱۳۵ | 1999 XF136  | ۱۳ دسامبر ۱۹۹۹  |
| ۱۳۰۱۳۶ | 1999 XP137  | ۳ دسامبر ۱۹۹۹   |
| ۱۳۰۱۳۷ | 1999 XT137  | ۱۱ دسامبر ۱۹۹۹  |
| ۱۳۰۱۳۸ | 1999 XT145  | ۷ دسامبر ۱۹۹۹   |
| ۱۳۰۱۳۹ | 1999 XF148  | ۷ دسامبر ۱۹۹۹   |
| ۱۳۰۱۴۰ | 1999 XC150  | ۸ دسامبر ۱۹۹۹   |
| ۱۳۰۱۴۱ | 1999 XZ153  | ۸ دسامبر ۱۹۹۹   |
| ۱۳۰۱۴۲ | 1999 XP157  | ۸ دسامبر ۱۹۹۹   |
| ۱۳۰۱۴۳ | 1999 XC177  | ۱۰ دسامبر ۱۹۹۹  |
| ۱۳۰۱۴۴ | 1999 XQ182  | ۱۲ دسامبر ۱۹۹۹  |
| ۱۳۰۱۴۵ | 1999 XD186  | ۱۲ دسامبر ۱۹۹۹  |
| ۱۳۰۱۴۶ | 1999 XS191  | ۱۲ دسامبر ۱۹۹۹  |
| ۱۳۰۱۴۷ | 1999 XF199  | ۱۲ دسامبر ۱۹۹۹  |
| ۱۳۰۱۴۸ | 1999 XT202  | ۱۲ دسامبر ۱۹۹۹  |
| ۱۳۰۱۴۹ | 1999 XZ204  | ۱۲ دسامبر ۱۹۹۹  |
| ۱۳۰۱۵۰ | 1999 XJ206  | ۱۲ دسامبر ۱۹۹۹  |
| ۱۳۰۱۵۱ | 1999 XB209  | ۱۳ دسامبر ۱۹۹۹  |
| ۱۳۰۱۵۲ | 1999 XV213  | ۱۴ دسامبر ۱۹۹۹  |
| ۱۳۰۱۵۳ | 1999 XA217  | ۱۳ دسامبر ۱۹۹۹  |
| ۱۳۰۱۵۴ | 1999 XQ220  | ۱۴ دسامبر ۱۹۹۹  |
| ۱۳۰۱۵۵ | 1999 XD223  | ۱۵ دسامبر ۱۹۹۹  |
| ۱۳۰۱۵۶ | 1999 XS225  | ۱۳ دسامبر ۱۹۹۹  |
| ۱۳۰۱۵۷ | 1999 XL228  | ۱۴ دسامبر ۱۹۹۹  |
| ۱۳۰۱۵۸ | 1999 XD231  | ۷ دسامبر ۱۹۹۹   |
| ۱۳۰۱۵۹ | 1999 XH233  | ۲ دسامبر ۱۹۹۹   |
| ۱۳۰۱۶۰ | 1999 XP235  | ۲ دسامبر ۱۹۹۹   |
| ۱۳۰۱۶۱ | 1999 XG237  | ۵ دسامبر ۱۹۹۹   |
| ۱۳۰۱۶۱ | 1999 YM     | ۱۶ دسامبر ۱۹۹۹  |
| ۱۳۰۱۶۳ | 1999 YX5    | ۲۹ دسامبر ۱۹۹۹  |
| ۱۳۰۱۶۴ | 1999 YW9    | ۲۷ دسامبر ۱۹۹۹  |
| ۱۳۰۱۶۵ | 1999 YV11   | ۲۷ دسامبر ۱۹۹۹  |
| ۱۳۰۱۶۶ | 1999 YL17   | ۳۱ دسامبر ۱۹۹۹  |
| ۱۳۰۱۶۷ | 1999 YV27   | ۳۰ دسامبر ۱۹۹۹  |
| ۱۳۰۱۶۸ | 1999 YX27   | ۳۰ دسامبر ۱۹۹۹  |
| ۱۳۰۱۶۹ | 2000 AG1    | ۲ ژانویه ۲۰۰۰   |
| ۱۳۰۱۷۰ | 2000 AL4    | ۳ ژانویه ۲۰۰۰   |
| ۱۳۰۱۷۱ | 2000 AS6    | ۲ ژانویه ۲۰۰۰   |
| ۱۳۰۱۷۲ | 2000 AU6    | ۲ ژانویه ۲۰۰۰   |
| ۱۳۰۱۷۳ | 2000 AU10   | ۳ ژانویه ۲۰۰۰   |
| ۱۳۰۱۷۴ | 2000 AO18   | ۳ ژانویه ۲۰۰۰   |
| ۱۳۰۱۷۵ | 2000 AL20   | ۳ ژانویه ۲۰۰۰   |
| ۱۳۰۱۷۶ | 2000 AO28   | ۳ ژانویه ۲۰۰۰   |
| ۱۳۰۱۷۷ | 2000 AH36   | ۳ ژانویه ۲۰۰۰   |
| ۱۳۰۱۷۸ | 2000 AD39   | ۳ ژانویه ۲۰۰۰   |
| ۱۳۰۱۷۹ | 2000 AC45   | ۵ ژانویه ۲۰۰۰   |
| ۱۳۰۱۸۰ | 2000 AP52   | ۴ ژانویه ۲۰۰۰   |
| ۱۳۰۱۸۱ | 2000 AZ52   | ۴ ژانویه ۲۰۰۰   |
| ۱۳۰۱۸۲ | 2000 AZ55   | ۴ ژانویه ۲۰۰۰   |
| ۱۳۰۱۸۳ | 2000 AS58   | ۴ ژانویه ۲۰۰۰   |
| ۱۳۰۱۸۴ | 2000 AA60   | ۴ ژانویه ۲۰۰۰   |
| ۱۳۰۱۸۵ | 2000 AE66   | ۴ ژانویه ۲۰۰۰   |
| ۱۳۰۱۸۶ | 2000 AE70   | ۵ ژانویه ۲۰۰۰   |
| ۱۳۰۱۸۷ | 2000 AJ83   | ۵ ژانویه ۲۰۰۰   |
| ۱۳۰۱۸۸ | 2000 AZ85   | ۵ ژانویه ۲۰۰۰   |
| ۱۳۰۱۸۹ | 2000 AY86   | ۵ ژانویه ۲۰۰۰   |
| ۱۳۰۱۹۰ | 2000 AG90   | ۵ ژانویه ۲۰۰۰   |
| ۱۳۰۱۹۱ | 2000 AS92   | ۲ ژانویه ۲۰۰۰   |
| ۱۳۰۱۹۲ | 2000 AB93   | ۳ ژانویه ۲۰۰۰   |
| ۱۳۰۱۹۳ | 2000 AM95   | ۴ ژانویه ۲۰۰۰   |
| ۱۳۰۱۹۴ | 2000 AZ128  | ۵ ژانویه ۲۰۰۰   |
| ۱۳۰۱۹۵ | 2000 AM129  | ۵ ژانویه ۲۰۰۰   |
| ۱۳۰۱۹۶ | 2000 AW133  | ۴ ژانویه ۲۰۰۰   |
| ۱۳۰۱۹۷ | 2000 AL152  | ۸ ژانویه ۲۰۰۰   |
| ۱۳۰۱۹۸ | 2000 AY152  | ۸ ژانویه ۲۰۰۰   |
| ۱۳۰۱۹۹ | 2000 AC161  | ۳ ژانویه ۲۰۰۰   |
| ۱۳۰۲۰۰ | 2000 AG167  | ۸ ژانویه ۲۰۰۰   |
| ۱۳۰۲۰۱ | 2000 AE170  | ۷ ژانویه ۲۰۰۰   |
| ۱۳۰۲۰۲ | 2000 AJ171  | ۷ ژانویه ۲۰۰۰   |
| ۱۳۰۲۰۳ | 2000 AT176  | ۷ ژانویه ۲۰۰۰   |
| ۱۳۰۲۰۴ | 2000 AZ176  | ۷ ژانویه ۲۰۰۰   |
| ۱۳۰۲۰۵ | 2000 AY181  | ۷ ژانویه ۲۰۰۰   |
| ۱۳۰۲۰۶ | 2000 AK201  | ۹ ژانویه ۲۰۰۰   |
| ۱۳۰۲۰۷ | 2000 AV205  | ۱۵ ژانویه ۲۰۰۰  |
| ۱۳۰۲۰۸ | 2000 AB211  | ۵ ژانویه ۲۰۰۰   |
| ۱۳۰۲۰۹ | 2000 AZ214  | ۷ ژانویه ۲۰۰۰   |
| ۱۳۰۲۱۰ | 2000 AX217  | ۸ ژانویه ۲۰۰۰   |
| ۱۳۰۲۱۱ | 2000 AF219  | ۸ ژانویه ۲۰۰۰   |
| ۱۳۰۲۱۲ | 2000 AD220  | ۸ ژانویه ۲۰۰۰   |
| ۱۳۰۲۱۳ | 2000 AX222  | ۹ ژانویه ۲۰۰۰   |
| ۱۳۰۲۱۴ | 2000 AC227  | ۱۰ ژانویه ۲۰۰۰  |
| ۱۳۰۲۱۵ | 2000 AK228  | ۱۳ ژانویه ۲۰۰۰  |
| ۱۳۰۲۱۶ | 2000 AC238  | ۶ ژانویه ۲۰۰۰   |
| ۱۳۰۲۱۷ | 2000 AA239  | ۶ ژانویه ۲۰۰۰   |
| ۱۳۰۲۱۸ | 2000 AG239  | ۶ ژانویه ۲۰۰۰   |
| ۱۳۰۲۱۹ | 2000 AG242  | ۷ ژانویه ۲۰۰۰   |
| ۱۳۰۲۲۰ | 2000 AM245  | ۹ ژانویه ۲۰۰۰   |
| ۱۳۰۲۲۱ | 2000 AG248  | ۲ ژانویه ۲۰۰۰   |
| ۱۳۰۲۲۱ | 2000 BM     | ۲۴ ژانویه ۲۰۰۰  |
| ۱۳۰۲۲۳ | 2000 BA2    | ۲۷ ژانویه ۲۰۰۰  |
| ۱۳۰۲۲۴ | 2000 BL7    | ۲۹ ژانویه ۲۰۰۰  |
| ۱۳۰۲۲۵ | 2000 BW10   | ۲۵ ژانویه ۲۰۰۰  |
| ۱۳۰۲۲۶ | 2000 BT20   | ۲۸ ژانویه ۲۰۰۰  |
| ۱۳۰۲۲۷ | 2000 BC22   | ۳۰ ژانویه ۲۰۰۰  |
| ۱۳۰۲۲۸ | 2000 BV32   | ۲۸ ژانویه ۲۰۰۰  |
| ۱۳۰۲۲۹ | 2000 BV33   | ۳۰ ژانویه ۲۰۰۰  |
| ۱۳۰۲۳۰ | 2000 BN36   | ۲۷ ژانویه ۲۰۰۰  |
| ۱۳۰۲۳۱ | 2000 BS38   | ۲۷ ژانویه ۲۰۰۰  |
| ۱۳۰۲۳۲ | 2000 BC50   | ۱۶ ژانویه ۲۰۰۰  |
| ۱۳۰۲۳۳ | 2000 CJ8    | ۲ فوریه ۲۰۰۰    |
| ۱۳۰۲۳۴ | 2000 CR13   | ۲ فوریه ۲۰۰۰    |
| ۱۳۰۲۳۵ | 2000 CC24   | ۲ فوریه ۲۰۰۰    |
| ۱۳۰۲۳۶ | 2000 CX24   | ۲ فوریه ۲۰۰۰    |
| ۱۳۰۲۳۷ | 2000 CJ26   | ۲ فوریه ۲۰۰۰    |
| ۱۳۰۲۳۸ | 2000 CK32   | ۲ فوریه ۲۰۰۰    |
| ۱۳۰۲۳۹ | 2000 CU39   | ۲ فوریه ۲۰۰۰    |
| ۱۳۰۲۴۰ | 2000 CD41   | ۶ فوریه ۲۰۰۰    |
| ۱۳۰۲۴۱ | 2000 CE53   | ۱۰ فوریه ۲۰۰۰   |
| ۱۳۰۲۴۲ | 2000 CR54   | ۲ فوریه ۲۰۰۰    |
| ۱۳۰۲۴۳ | 2000 CA75   | ۶ فوریه ۲۰۰۰    |
| ۱۳۰۲۴۴ | 2000 CD76   | ۴ فوریه ۲۰۰۰    |
| ۱۳۰۲۴۵ | 2000 CO77   | ۸ فوریه ۲۰۰۰    |
| ۱۳۰۲۴۶ | 2000 CN83   | ۴ فوریه ۲۰۰۰    |
| ۱۳۰۲۴۷ | 2000 CE85   | ۴ فوریه ۲۰۰۰    |
| ۱۳۰۲۴۸ | 2000 CV90   | ۶ فوریه ۲۰۰۰    |
| ۱۳۰۲۴۹ | 2000 CS106  | ۵ فوریه ۲۰۰۰    |
| ۱۳۰۲۵۰ | 2000 CD116  | ۳ فوریه ۲۰۰۰    |
| ۱۳۰۲۵۱ | 2000 CM118  | ۱۱ فوریه ۲۰۰۰   |
| ۱۳۰۲۵۲ | 2000 CN135  | ۴ فوریه ۲۰۰۰    |
| ۱۳۰۲۵۳ | 2000 DV2    | ۲۷ فوریه ۲۰۰۰   |
| ۱۳۰۲۵۴ | 2000 DJ14   | ۲۸ فوریه ۲۰۰۰   |
| ۱۳۰۲۵۵ | 2000 DQ18   | ۲۹ فوریه ۲۰۰۰   |
| ۱۳۰۲۵۶ | 2000 DG24   | ۲۹ فوریه ۲۰۰۰   |
| ۱۳۰۲۵۷ | 2000 DB31   | ۲۹ فوریه ۲۰۰۰   |
| ۱۳۰۲۵۸ | 2000 DL33   | ۲۹ فوریه ۲۰۰۰   |
| ۱۳۰۲۵۹ | 2000 DV33   | ۲۹ فوریه ۲۰۰۰   |
| ۱۳۰۲۶۰ | 2000 DP38   | ۲۹ فوریه ۲۰۰۰   |
| ۱۳۰۲۶۱ | 2000 DV38   | ۲۹ فوریه ۲۰۰۰   |
| ۱۳۰۲۶۲ | 2000 DY39   | ۲۹ فوریه ۲۰۰۰   |
| ۱۳۰۲۶۳ | 2000 DP42   | ۲۹ فوریه ۲۰۰۰   |
| ۱۳۰۲۶۴ | 2000 DZ44   | ۲۹ فوریه ۲۰۰۰   |
| ۱۳۰۲۶۵ | 2000 DB48   | ۲۹ فوریه ۲۰۰۰   |
| ۱۳۰۲۶۶ | 2000 DF50   | ۲۹ فوریه ۲۰۰۰   |
| ۱۳۰۲۶۷ | 2000 DK53   | ۲۹ فوریه ۲۰۰۰   |
| ۱۳۰۲۶۸ | 2000 DP54   | ۲۹ فوریه ۲۰۰۰   |
| ۱۳۰۲۶۹ | 2000 DU54   | ۲۹ فوریه ۲۰۰۰   |
| ۱۳۰۲۷۰ | 2000 DZ54   | ۲۹ فوریه ۲۰۰۰   |
| ۱۳۰۲۷۱ | 2000 DJ60   | ۲۹ فوریه ۲۰۰۰   |
| ۱۳۰۲۷۲ | 2000 DY60   | ۲۹ فوریه ۲۰۰۰   |
| ۱۳۰۲۷۳ | 2000 DV64   | ۲۹ فوریه ۲۰۰۰   |
| ۱۳۰۲۷۴ | 2000 DT65   | ۲۹ فوریه ۲۰۰۰   |
| ۱۳۰۲۷۵ | 2000 DD70   | ۲۹ فوریه ۲۰۰۰   |
| ۱۳۰۲۷۶ | 2000 DY76   | ۲۹ فوریه ۲۰۰۰   |
| ۱۳۰۲۷۷ | 2000 DT79   | ۲۸ فوریه ۲۰۰۰   |
| ۱۳۰۲۷۸ | 2000 DZ82   | ۲۸ فوریه ۲۰۰۰   |
| ۱۳۰۲۷۹ | 2000 DO87   | ۲۹ فوریه ۲۰۰۰   |
| ۱۳۰۲۸۰ | 2000 DJ103  | ۲۹ فوریه ۲۰۰۰   |
| ۱۳۰۲۸۰ | 2000 EM     | ۲ مارس ۲۰۰۰     |
| ۱۳۰۲۸۲ | 2000 EZ2    | ۳ مارس ۲۰۰۰     |
| ۱۳۰۲۸۳ | 2000 EB8    | ۴ مارس ۲۰۰۰     |
| ۱۳۰۲۸۴ | 2000 EL17   | ۳ مارس ۲۰۰۰     |
| ۱۳۰۲۸۵ | 2000 EW18   | ۵ مارس ۲۰۰۰     |
| ۱۳۰۲۸۶ | 2000 EN22   | ۳ مارس ۲۰۰۰     |
| ۱۳۰۲۸۷ | 2000 EW27   | ۴ مارس ۲۰۰۰     |
| ۱۳۰۲۸۸ | 2000 ED35   | ۸ مارس ۲۰۰۰     |
| ۱۳۰۲۸۹ | 2000 EX35   | ۳ مارس ۲۰۰۰     |
| ۱۳۰۲۹۰ | 2000 EO39   | ۸ مارس ۲۰۰۰     |
| ۱۳۰۲۹۱ | 2000 ES39   | ۸ مارس ۲۰۰۰     |
| ۱۳۰۲۹۲ | 2000 ER41   | ۸ مارس ۲۰۰۰     |
| ۱۳۰۲۹۳ | 2000 EH44   | ۹ مارس ۲۰۰۰     |
| ۱۳۰۲۹۴ | 2000 EA59   | ۹ مارس ۲۰۰۰     |
| ۱۳۰۲۹۵ | 2000 EF60   | ۱۰ مارس ۲۰۰۰    |
| ۱۳۰۲۹۶ | 2000 EF62   | ۱۰ مارس ۲۰۰۰    |
| ۱۳۰۲۹۷ | 2000 ET62   | ۱۰ مارس ۲۰۰۰    |
| ۱۳۰۲۹۸ | 2000 EA68   | ۱۰ مارس ۲۰۰۰    |
| ۱۳۰۲۹۹ | 2000 EQ68   | ۱۰ مارس ۲۰۰۰    |
| ۱۳۰۳۰۰ | 2000 EV69   | ۱۰ مارس ۲۰۰۰    |
| ۱۳۰۳۰۱ | 2000 EP71   | ۹ مارس ۲۰۰۰     |
| ۱۳۰۳۰۲ | 2000 EH78   | ۵ مارس ۲۰۰۰     |
| ۱۳۰۳۰۳ | 2000 EO79   | ۵ مارس ۲۰۰۰     |
| ۱۳۰۳۰۴ | 2000 EY82   | ۵ مارس ۲۰۰۰     |
| ۱۳۰۳۰۵ | 2000 EW88   | ۹ مارس ۲۰۰۰     |
| ۱۳۰۳۰۶ | 2000 EN96   | ۱۲ مارس ۲۰۰۰    |
| ۱۳۰۳۰۷ | 2000 EP102  | ۱۴ مارس ۲۰۰۰    |
| ۱۳۰۳۰۸ | 2000 EZ102  | ۹ مارس ۲۰۰۰     |
| ۱۳۰۳۰۹ | 2000 EM103  | ۱۲ مارس ۲۰۰۰    |
| ۱۳۰۳۱۰ | 2000 EP103  | ۱۲ مارس ۲۰۰۰    |
| ۱۳۰۳۱۱ | 2000 EW105  | ۱۱ مارس ۲۰۰۰    |
| ۱۳۰۳۱۲ | 2000 EX107  | ۸ مارس ۲۰۰۰     |
| ۱۳۰۳۱۳ | 2000 EM120  | ۱۱ مارس ۲۰۰۰    |
| ۱۳۰۳۱۴ | 2000 EU121  | ۱۱ مارس ۲۰۰۰    |
| ۱۳۰۳۱۵ | 2000 EV122  | ۱۱ مارس ۲۰۰۰    |
| ۱۳۰۳۱۶ | 2000 EK123  | ۱۱ مارس ۲۰۰۰    |
| ۱۳۰۳۱۷ | 2000 EK124  | ۱۱ مارس ۲۰۰۰    |
| ۱۳۰۳۱۸ | 2000 EO130  | ۱۱ مارس ۲۰۰۰    |
| ۱۳۰۳۱۹ | 2000 EX140  | ۲ مارس ۲۰۰۰     |
| ۱۳۰۳۲۰ | 2000 EL141  | ۲ مارس ۲۰۰۰     |
| ۱۳۰۳۲۱ | 2000 EW163  | ۳ مارس ۲۰۰۰     |
| ۱۳۰۳۲۲ | 2000 EO166  | ۴ مارس ۲۰۰۰     |
| ۱۳۰۳۲۳ | 2000 ED169  | ۴ مارس ۲۰۰۰     |
| ۱۳۰۳۲۴ | 2000 EC170  | ۵ مارس ۲۰۰۰     |
| ۱۳۰۳۲۵ | 2000 EV178  | ۴ مارس ۲۰۰۰     |
| ۱۳۰۳۲۶ | 2000 EJ183  | ۵ مارس ۲۰۰۰     |
| ۱۳۰۳۲۷ | 2000 EU189  | ۳ مارس ۲۰۰۰     |
| ۱۳۰۳۲۸ | 2000 FT6    | ۲۷ مارس ۲۰۰۰    |
| ۱۳۰۳۲۹ | 2000 FG11   | ۲۸ مارس ۲۰۰۰    |
| ۱۳۰۳۳۰ | 2000 FK11   | ۲۸ مارس ۲۰۰۰    |
| ۱۳۰۳۳۱ | 2000 FJ14   | ۳۰ مارس ۲۰۰۰    |
| ۱۳۰۳۳۲ | 2000 FC23   | ۲۹ مارس ۲۰۰۰    |
| ۱۳۰۳۳۳ | 2000 FT23   | ۲۹ مارس ۲۰۰۰    |
| ۱۳۰۳۳۴ | 2000 FD24   | ۲۹ مارس ۲۰۰۰    |
| ۱۳۰۳۳۵ | 2000 FZ26   | ۲۷ مارس ۲۰۰۰    |
| ۱۳۰۳۳۶ | 2000 FU27   | ۲۷ مارس ۲۰۰۰    |
| ۱۳۰۳۳۷ | 2000 FR29   | ۲۷ مارس ۲۰۰۰    |
| ۱۳۰۳۳۸ | 2000 FO34   | ۲۹ مارس ۲۰۰۰    |
| ۱۳۰۳۳۹ | 2000 FC39   | ۲۹ مارس ۲۰۰۰    |
| ۱۳۰۳۴۰ | 2000 FU43   | ۲۹ مارس ۲۰۰۰    |
| ۱۳۰۳۴۱ | 2000 FU47   | ۲۹ مارس ۲۰۰۰    |
| ۱۳۰۳۴۲ | 2000 FK53   | ۳۰ مارس ۲۰۰۰    |
| ۱۳۰۳۴۳ | 2000 FB56   | ۲۹ مارس ۲۰۰۰    |
| ۱۳۰۳۴۴ | 2000 FL57   | ۲۶ مارس ۲۰۰۰    |
| ۱۳۰۳۴۵ | 2000 FQ57   | ۲۶ مارس ۲۰۰۰    |
| ۱۳۰۳۴۶ | 2000 FA61   | ۲۹ مارس ۲۰۰۰    |
| ۱۳۰۳۴۷ | 2000 FV63   | ۲۹ مارس ۲۰۰۰    |
| ۱۳۰۳۴۸ | 2000 FJ72   | ۲۵ مارس ۲۰۰۰    |
| ۱۳۰۳۴۹ | 2000 FC73   | ۲۶ مارس ۲۰۰۰    |
| ۱۳۰۳۵۰ | 2000 GS4    | ۵ آوریل ۲۰۰۰    |
| ۱۳۰۳۵۱ | 2000 GQ16   | ۵ آوریل ۲۰۰۰    |
| ۱۳۰۳۵۲ | 2000 GU19   | ۵ آوریل ۲۰۰۰    |
| ۱۳۰۳۵۳ | 2000 GD21   | ۵ آوریل ۲۰۰۰    |
| ۱۳۰۳۵۴ | 2000 GF25   | ۵ آوریل ۲۰۰۰    |
| ۱۳۰۳۵۵ | 2000 GG35   | ۵ آوریل ۲۰۰۰    |
| ۱۳۰۳۵۶ | 2000 GW43   | ۵ آوریل ۲۰۰۰    |
| ۱۳۰۳۵۷ | 2000 GD47   | ۵ آوریل ۲۰۰۰    |
| ۱۳۰۳۵۸ | 2000 GT61   | ۵ آوریل ۲۰۰۰    |
| ۱۳۰۳۵۹ | 2000 GQ65   | ۵ آوریل ۲۰۰۰    |
| ۱۳۰۳۶۰ | 2000 GW70   | ۵ آوریل ۲۰۰۰    |
| ۱۳۰۳۶۱ | 2000 GN86   | ۴ آوریل ۲۰۰۰    |
| ۱۳۰۳۶۲ | 2000 GY87   | ۴ آوریل ۲۰۰۰    |
| ۱۳۰۳۶۳ | 2000 GH93   | ۵ آوریل ۲۰۰۰    |
| ۱۳۰۳۶۴ | 2000 GJ97   | ۷ آوریل ۲۰۰۰    |
| ۱۳۰۳۶۵ | 2000 GV100  | ۷ آوریل ۲۰۰۰    |
| ۱۳۰۳۶۶ | 2000 GT116  | ۲ آوریل ۲۰۰۰    |
| ۱۳۰۳۶۷ | 2000 GS118  | ۳ آوریل ۲۰۰۰    |
| ۱۳۰۳۶۸ | 2000 GF121  | ۵ آوریل ۲۰۰۰    |
| ۱۳۰۳۶۹ | 2000 GZ124  | ۷ آوریل ۲۰۰۰    |
| ۱۳۰۳۷۰ | 2000 GP129  | ۵ آوریل ۲۰۰۰    |
| ۱۳۰۳۷۱ | 2000 GZ147  | ۵ آوریل ۲۰۰۰    |
| ۱۳۰۳۷۲ | 2000 GP149  | ۵ آوریل ۲۰۰۰    |
| ۱۳۰۳۷۳ | 2000 GU156  | ۶ آوریل ۲۰۰۰    |
| ۱۳۰۳۷۴ | 2000 GB164  | ۱۲ آوریل ۲۰۰۰   |
| ۱۳۰۳۷۵ | 2000 GX170  | ۵ آوریل ۲۰۰۰    |
| ۱۳۰۳۷۶ | 2000 GJ178  | ۲ آوریل ۲۰۰۰    |
| ۱۳۰۳۷۷ | 2000 GJ183  | ۳ آوریل ۲۰۰۰    |
| ۱۳۰۳۷۷ | 2000 HR     | ۲۴ آوریل ۲۰۰۰   |
| ۱۳۰۳۷۹ | 2000 HO15   | ۲۹ آوریل ۲۰۰۰   |
| ۱۳۰۳۸۰ | 2000 HN33   | ۳۰ آوریل ۲۰۰۰   |
| ۱۳۰۳۸۱ | 2000 HR35   | ۲۷ آوریل ۲۰۰۰   |
| ۱۳۰۳۸۲ | 2000 HW60   | ۲۵ آوریل ۲۰۰۰   |
| ۱۳۰۳۸۳ | 2000 HA61   | ۲۵ آوریل ۲۰۰۰   |
| ۱۳۰۳۸۴ | 2000 HB77   | ۲۷ آوریل ۲۰۰۰   |
| ۱۳۰۳۸۵ | 2000 JS29   | ۷ مه ۲۰۰۰       |
| ۱۳۰۳۸۶ | 2000 JY33   | ۷ مه ۲۰۰۰       |
| ۱۳۰۳۸۷ | 2000 JJ40   | ۷ مه ۲۰۰۰       |
| ۱۳۰۳۸۸ | 2000 JY66   | ۱ مه ۲۰۰۰       |
| ۱۳۰۳۸۹ | 2000 JH70   | ۱ مه ۲۰۰۰       |
| ۱۳۰۳۹۰ | 2000 JW70   | ۱ مه ۲۰۰۰       |
| ۱۳۰۳۹۱ | 2000 JG81   | ۶ مه ۲۰۰۰       |
| ۱۳۰۳۹۲ | 2000 KM60   | ۲۵ مه ۲۰۰۰      |
| ۱۳۰۳۹۳ | 2000 KV67   | ۳۰ مه ۲۰۰۰      |
| ۱۳۰۳۹۴ | 2000 LL14   | ۷ ژوئن ۲۰۰۰     |
| ۱۳۰۳۹۵ | 2000 LX25   | ۱۱ ژوئن ۲۰۰۰    |
| ۱۳۰۳۹۶ | 2000 LD31   | ۶ ژوئن ۲۰۰۰     |
| ۱۳۰۳۹۷ | 2000 LB32   | ۵ ژوئن ۲۰۰۰     |
| ۱۳۰۳۹۸ | 2000 NR8    | ۵ ژوئیه ۲۰۰۰    |
| ۱۳۰۳۹۹ | 2000 NG13   | ۵ ژوئیه ۲۰۰۰    |
| ۱۳۰۴۰۰ | 2000 NP13   | ۵ ژوئیه ۲۰۰۰    |
| ۱۳۰۴۰۱ | 2000 NX18   | ۵ ژوئیه ۲۰۰۰    |
| ۱۳۰۴۰۲ | 2000 OP6    | ۲۹ ژوئیه ۲۰۰۰   |
| ۱۳۰۴۰۳ | 2000 OZ13   | ۲۳ ژوئیه ۲۰۰۰   |
| ۱۳۰۴۰۴ | 2000 OQ16   | ۲۳ ژوئیه ۲۰۰۰   |
| ۱۳۰۴۰۵ | 2000 OO17   | ۲۳ ژوئیه ۲۰۰۰   |
| ۱۳۰۴۰۶ | 2000 OF25   | ۲۳ ژوئیه ۲۰۰۰   |
| ۱۳۰۴۰۷ | 2000 OV29   | ۳۰ ژوئیه ۲۰۰۰   |
| ۱۳۰۴۰۸ | 2000 ON32   | ۳۰ ژوئیه ۲۰۰۰   |
| ۱۳۰۴۰۹ | 2000 OB33   | ۳۰ ژوئیه ۲۰۰۰   |
| ۱۳۰۴۱۰ | 2000 OW40   | ۳۰ ژوئیه ۲۰۰۰   |
| ۱۳۰۴۱۱ | 2000 OU44   | ۳۰ ژوئیه ۲۰۰۰   |
| ۱۳۰۴۱۲ | 2000 OT45   | ۳۰ ژوئیه ۲۰۰۰   |
| ۱۳۰۴۱۳ | 2000 OO47   | ۳۱ ژوئیه ۲۰۰۰   |
| ۱۳۰۴۱۴ | 2000 OU51   | ۳۰ ژوئیه ۲۰۰۰   |
| ۱۳۰۴۱۵ | 2000 OH57   | ۲۹ ژوئیه ۲۰۰۰   |
| ۱۳۰۴۱۶ | 2000 OJ58   | ۲۹ ژوئیه ۲۰۰۰   |
| ۱۳۰۴۱۷ | 2000 OR58   | ۲۹ ژوئیه ۲۰۰۰   |
| ۱۳۰۴۱۸ | 2000 OV60   | ۲۹ ژوئیه ۲۰۰۰   |
| ۱۳۰۴۱۸ | 2000 PP     | ۱ اوت ۲۰۰۰      |
| ۱۳۰۴۲۰ | 2000 PB10   | ۱ اوت ۲۰۰۰      |
| ۱۳۰۴۲۱ | 2000 PN11   | ۱ اوت ۲۰۰۰      |
| ۱۳۰۴۲۲ | 2000 PZ15   | ۱ اوت ۲۰۰۰      |
| ۱۳۰۴۲۳ | 2000 PA16   | ۱ اوت ۲۰۰۰      |
| ۱۳۰۴۲۴ | 2000 PV18   | ۱ اوت ۲۰۰۰      |
| ۱۳۰۴۲۵ | 2000 PF19   | ۱ اوت ۲۰۰۰      |
| ۱۳۰۴۲۶ | 2000 PT21   | ۱ اوت ۲۰۰۰      |
| ۱۳۰۴۲۷ | 2000 PU21   | ۱ اوت ۲۰۰۰      |
| ۱۳۰۴۲۸ | 2000 PF22   | ۱ اوت ۲۰۰۰      |
| ۱۳۰۴۲۹ | 2000 PY22   | ۲ اوت ۲۰۰۰      |
| ۱۳۰۴۳۰ | 2000 PM24   | ۲ اوت ۲۰۰۰      |
| ۱۳۰۴۳۱ | 2000 PQ24   | ۲ اوت ۲۰۰۰      |
| ۱۳۰۴۳۲ | 2000 QM4    | ۲۴ اوت ۲۰۰۰     |
| ۱۳۰۴۳۳ | 2000 QO9    | ۲۶ اوت ۲۰۰۰     |
| ۱۳۰۴۳۴ | 2000 QU11   | ۲۴ اوت ۲۰۰۰     |
| ۱۳۰۴۳۵ | 2000 QB12   | ۲۴ اوت ۲۰۰۰     |
| ۱۳۰۴۳۶ | 2000 QY13   | ۲۴ اوت ۲۰۰۰     |
| ۱۳۰۴۳۷ | 2000 QJ15   | ۲۴ اوت ۲۰۰۰     |
| ۱۳۰۴۳۸ | 2000 QS17   | ۲۴ اوت ۲۰۰۰     |
| ۱۳۰۴۳۹ | 2000 QO18   | ۲۴ اوت ۲۰۰۰     |
| ۱۳۰۴۴۰ | 2000 QW18   | ۲۴ اوت ۲۰۰۰     |
| ۱۳۰۴۴۱ | 2000 QQ20   | ۲۴ اوت ۲۰۰۰     |
| ۱۳۰۴۴۲ | 2000 QL24   | ۲۵ اوت ۲۰۰۰     |
| ۱۳۰۴۴۳ | 2000 QC26   | ۲۶ اوت ۲۰۰۰     |
| ۱۳۰۴۴۴ | 2000 QJ29   | ۲۴ اوت ۲۰۰۰     |
| ۱۳۰۴۴۵ | 2000 QV31   | ۲۶ اوت ۲۰۰۰     |
| ۱۳۰۴۴۶ | 2000 QO36   | ۲۴ اوت ۲۰۰۰     |
| ۱۳۰۴۴۷ | 2000 QZ42   | ۲۴ اوت ۲۰۰۰     |
| ۱۳۰۴۴۸ | 2000 QP43   | ۲۴ اوت ۲۰۰۰     |
| ۱۳۰۴۴۹ | 2000 QY48   | ۲۴ اوت ۲۰۰۰     |
| ۱۳۰۴۵۰ | 2000 QP50   | ۲۴ اوت ۲۰۰۰     |
| ۱۳۰۴۵۱ | 2000 QE56   | ۲۶ اوت ۲۰۰۰     |
| ۱۳۰۴۵۲ | 2000 QX56   | ۲۶ اوت ۲۰۰۰     |
| ۱۳۰۴۵۳ | 2000 QT59   | ۲۶ اوت ۲۰۰۰     |
| ۱۳۰۴۵۴ | 2000 QK61   | ۲۸ اوت ۲۰۰۰     |
| ۱۳۰۴۵۵ | 2000 QD63   | ۲۸ اوت ۲۰۰۰     |
| ۱۳۰۴۵۶ | 2000 QE63   | ۲۸ اوت ۲۰۰۰     |
| ۱۳۰۴۵۷ | 2000 QZ65   | ۲۸ اوت ۲۰۰۰     |
| ۱۳۰۴۵۸ | 2000 QG66   | ۲۸ اوت ۲۰۰۰     |
| ۱۳۰۴۵۹ | 2000 QZ66   | ۲۸ اوت ۲۰۰۰     |
| ۱۳۰۴۶۰ | 2000 QL67   | ۲۸ اوت ۲۰۰۰     |
| ۱۳۰۴۶۱ | 2000 QR71   | ۲۴ اوت ۲۰۰۰     |
| ۱۳۰۴۶۲ | 2000 QU73   | ۲۴ اوت ۲۰۰۰     |
| ۱۳۰۴۶۳ | 2000 QR74   | ۲۴ اوت ۲۰۰۰     |
| ۱۳۰۴۶۴ | 2000 QU77   | ۲۴ اوت ۲۰۰۰     |
| ۱۳۰۴۶۵ | 2000 QF78   | ۲۴ اوت ۲۰۰۰     |
| ۱۳۰۴۶۶ | 2000 QL78   | ۲۴ اوت ۲۰۰۰     |
| ۱۳۰۴۶۷ | 2000 QO78   | ۲۴ اوت ۲۰۰۰     |
| ۱۳۰۴۶۸ | 2000 QQ79   | ۲۴ اوت ۲۰۰۰     |
| ۱۳۰۴۶۹ | 2000 QQ80   | ۲۴ اوت ۲۰۰۰     |
| ۱۳۰۴۷۰ | 2000 QM82   | ۲۴ اوت ۲۰۰۰     |
| ۱۳۰۴۷۱ | 2000 QJ85   | ۲۵ اوت ۲۰۰۰     |
| ۱۳۰۴۷۲ | 2000 QM85   | ۲۵ اوت ۲۰۰۰     |
| ۱۳۰۴۷۳ | 2000 QJ86   | ۲۵ اوت ۲۰۰۰     |
| ۱۳۰۴۷۴ | 2000 QU87   | ۲۵ اوت ۲۰۰۰     |
| ۱۳۰۴۷۵ | 2000 QC90   | ۲۵ اوت ۲۰۰۰     |
| ۱۳۰۴۷۶ | 2000 QZ93   | ۲۶ اوت ۲۰۰۰     |
| ۱۳۰۴۷۷ | 2000 QK94   | ۲۶ اوت ۲۰۰۰     |
| ۱۳۰۴۷۸ | 2000 QY95   | ۲۸ اوت ۲۰۰۰     |
| ۱۳۰۴۷۹ | 2000 QB97   | ۲۸ اوت ۲۰۰۰     |
| ۱۳۰۴۸۰ | 2000 QE97   | ۲۸ اوت ۲۰۰۰     |
| ۱۳۰۴۸۱ | 2000 QQ97   | ۲۸ اوت ۲۰۰۰     |
| ۱۳۰۴۸۲ | 2000 QX97   | ۲۸ اوت ۲۰۰۰     |
| ۱۳۰۴۸۳ | 2000 QX100  | ۲۸ اوت ۲۰۰۰     |
| ۱۳۰۴۸۴ | 2000 QY101  | ۲۸ اوت ۲۰۰۰     |
| ۱۳۰۴۸۵ | 2000 QN103  | ۲۸ اوت ۲۰۰۰     |
| ۱۳۰۴۸۶ | 2000 QA106  | ۲۸ اوت ۲۰۰۰     |
| ۱۳۰۴۸۷ | 2000 QJ112  | ۲۴ اوت ۲۰۰۰     |
| ۱۳۰۴۸۸ | 2000 QS112  | ۲۴ اوت ۲۰۰۰     |
| ۱۳۰۴۸۹ | 2000 QN113  | ۲۴ اوت ۲۰۰۰     |
| ۱۳۰۴۹۰ | 2000 QY116  | ۲۸ اوت ۲۰۰۰     |
| ۱۳۰۴۹۱ | 2000 QT117  | ۲۹ اوت ۲۰۰۰     |
| ۱۳۰۴۹۲ | 2000 QT118  | ۲۵ اوت ۲۰۰۰     |
| ۱۳۰۴۹۳ | 2000 QV118  | ۲۵ اوت ۲۰۰۰     |
| ۱۳۰۴۹۴ | 2000 QH120  | ۲۵ اوت ۲۰۰۰     |
| ۱۳۰۴۹۵ | 2000 QX126  | ۳۱ اوت ۲۰۰۰     |
| ۱۳۰۴۹۶ | 2000 QT127  | ۲۴ اوت ۲۰۰۰     |
| ۱۳۰۴۹۷ | 2000 QY127  | ۲۴ اوت ۲۰۰۰     |
| ۱۳۰۴۹۸ | 2000 QW128  | ۲۵ اوت ۲۰۰۰     |
| ۱۳۰۴۹۹ | 2000 QB129  | ۲۶ اوت ۲۰۰۰     |
| ۱۳۰۵۰۰ | 2000 QR134  | ۲۶ اوت ۲۰۰۰     |
| ۱۳۰۵۰۱ | 2000 QK136  | ۲۹ اوت ۲۰۰۰     |
| ۱۳۰۵۰۲ | 2000 QR138  | ۳۱ اوت ۲۰۰۰     |
| ۱۳۰۵۰۳ | 2000 QC140  | ۳۱ اوت ۲۰۰۰     |
| ۱۳۰۵۰۴ | 2000 QL140  | ۳۱ اوت ۲۰۰۰     |
| ۱۳۰۵۰۵ | 2000 QQ141  | ۳۱ اوت ۲۰۰۰     |
| ۱۳۰۵۰۶ | 2000 QN144  | ۳۱ اوت ۲۰۰۰     |
| ۱۳۰۵۰۷ | 2000 QS144  | ۳۱ اوت ۲۰۰۰     |
| ۱۳۰۵۰۸ | 2000 QG145  | ۳۱ اوت ۲۰۰۰     |
| ۱۳۰۵۰۹ | 2000 QK145  | ۳۱ اوت ۲۰۰۰     |
| ۱۳۰۵۱۰ | 2000 QS151  | ۲۶ اوت ۲۰۰۰     |
| ۱۳۰۵۱۱ | 2000 QG152  | ۲۸ اوت ۲۰۰۰     |
| ۱۳۰۵۱۲ | 2000 QS154  | ۳۱ اوت ۲۰۰۰     |
| ۱۳۰۵۱۳ | 2000 QG159  | ۳۱ اوت ۲۰۰۰     |
| ۱۳۰۵۱۴ | 2000 QR163  | ۳۱ اوت ۲۰۰۰     |
| ۱۳۰۵۱۵ | 2000 QC165  | ۳۱ اوت ۲۰۰۰     |
| ۱۳۰۵۱۶ | 2000 QJ166  | ۳۱ اوت ۲۰۰۰     |
| ۱۳۰۵۱۷ | 2000 QW168  | ۳۱ اوت ۲۰۰۰     |
| ۱۳۰۵۱۸ | 2000 QN169  | ۳۱ اوت ۲۰۰۰     |
| ۱۳۰۵۱۹ | 2000 QQ172  | ۳۱ اوت ۲۰۰۰     |
| ۱۳۰۵۲۰ | 2000 QO175  | ۳۱ اوت ۲۰۰۰     |
| ۱۳۰۵۲۱ | 2000 QV180  | ۳۱ اوت ۲۰۰۰     |
| ۱۳۰۵۲۲ | 2000 QC182  | ۲۶ اوت ۲۰۰۰     |
| ۱۳۰۵۲۳ | 2000 QX183  | ۲۶ اوت ۲۰۰۰     |
| ۱۳۰۵۲۴ | 2000 QB189  | ۲۶ اوت ۲۰۰۰     |
| ۱۳۰۵۲۵ | 2000 QX191  | ۲۶ اوت ۲۰۰۰     |
| ۱۳۰۵۲۶ | 2000 QQ194  | ۳۱ اوت ۲۰۰۰     |
| ۱۳۰۵۲۷ | 2000 QW198  | ۲۹ اوت ۲۰۰۰     |
| ۱۳۰۵۲۸ | 2000 QY199  | ۲۹ اوت ۲۰۰۰     |
| ۱۳۰۵۲۹ | 2000 QY200  | ۲۹ اوت ۲۰۰۰     |
| ۱۳۰۵۳۰ | 2000 QK201  | ۲۹ اوت ۲۰۰۰     |
| ۱۳۰۵۳۱ | 2000 QY201  | ۲۹ اوت ۲۰۰۰     |
| ۱۳۰۵۳۲ | 2000 QB202  | ۲۹ اوت ۲۰۰۰     |
| ۱۳۰۵۳۳ | 2000 QK204  | ۲۹ اوت ۲۰۰۰     |
| ۱۳۰۵۳۴ | 2000 QX204  | ۳۱ اوت ۲۰۰۰     |
| ۱۳۰۵۳۵ | 2000 QU207  | ۳۱ اوت ۲۰۰۰     |
| ۱۳۰۵۳۶ | 2000 QV208  | ۳۱ اوت ۲۰۰۰     |
| ۱۳۰۵۳۷ | 2000 QV210  | ۳۱ اوت ۲۰۰۰     |
| ۱۳۰۵۳۸ | 2000 QC213  | ۳۱ اوت ۲۰۰۰     |
| ۱۳۰۵۳۹ | 2000 QG213  | ۳۱ اوت ۲۰۰۰     |
| ۱۳۰۵۴۰ | 2000 QJ213  | ۳۱ اوت ۲۰۰۰     |
| ۱۳۰۵۴۱ | 2000 QJ215  | ۳۱ اوت ۲۰۰۰     |
| ۱۳۰۵۴۲ | 2000 QZ215  | ۳۱ اوت ۲۰۰۰     |
| ۱۳۰۵۴۳ | 2000 QH216  | ۳۱ اوت ۲۰۰۰     |
| ۱۳۰۵۴۴ | 2000 QP221  | ۲۱ اوت ۲۰۰۰     |
| ۱۳۰۵۴۵ | 2000 QK223  | ۲۱ اوت ۲۰۰۰     |
| ۱۳۰۵۴۶ | 2000 QW227  | ۳۱ اوت ۲۰۰۰     |
| ۱۳۰۵۴۷ | 2000 QX229  | ۳۱ اوت ۲۰۰۰     |
| ۱۳۰۵۴۸ | 2000 QL230  | ۳۱ اوت ۲۰۰۰     |
| ۱۳۰۵۴۸ | 2000 RT     | ۱ سپتامبر ۲۰۰۰  |
| ۱۳۰۵۵۰ | 2000 RO1    | ۱ سپتامبر ۲۰۰۰  |
| ۱۳۰۵۵۱ | 2000 RV4    | ۱ سپتامبر ۲۰۰۰  |
| ۱۳۰۵۵۲ | 2000 RX13   | ۱ سپتامبر ۲۰۰۰  |
| ۱۳۰۵۵۳ | 2000 RV14   | ۱ سپتامبر ۲۰۰۰  |
| ۱۳۰۵۵۴ | 2000 RT18   | ۱ سپتامبر ۲۰۰۰  |
| ۱۳۰۵۵۵ | 2000 RR23   | ۱ سپتامبر ۲۰۰۰  |
| ۱۳۰۵۵۶ | 2000 RE30   | ۱ سپتامبر ۲۰۰۰  |
| ۱۳۰۵۵۷ | 2000 RB31   | ۱ سپتامبر ۲۰۰۰  |
| ۱۳۰۵۵۸ | 2000 RE31   | ۱ سپتامبر ۲۰۰۰  |
| ۱۳۰۵۵۹ | 2000 RJ31   | ۱ سپتامبر ۲۰۰۰  |
| ۱۳۰۵۶۰ | 2000 RL32   | ۱ سپتامبر ۲۰۰۰  |
| ۱۳۰۵۶۱ | 2000 RW32   | ۱ سپتامبر ۲۰۰۰  |
| ۱۳۰۵۶۲ | 2000 RE33   | ۱ سپتامبر ۲۰۰۰  |
| ۱۳۰۵۶۳ | 2000 RE35   | ۱ سپتامبر ۲۰۰۰  |
| ۱۳۰۵۶۴ | 2000 RC38   | ۵ سپتامبر ۲۰۰۰  |
| ۱۳۰۵۶۵ | 2000 RH38   | ۵ سپتامبر ۲۰۰۰  |
| ۱۳۰۵۶۶ | 2000 RW38   | ۵ سپتامبر ۲۰۰۰  |
| ۱۳۰۵۶۷ | 2000 RV39   | ۲ سپتامبر ۲۰۰۰  |
| ۱۳۰۵۶۸ | 2000 RN41   | ۳ سپتامبر ۲۰۰۰  |
| ۱۳۰۵۶۹ | 2000 RD44   | ۳ سپتامبر ۲۰۰۰  |
| ۱۳۰۵۷۰ | 2000 RR45   | ۳ سپتامبر ۲۰۰۰  |
| ۱۳۰۵۷۱ | 2000 RJ46   | ۳ سپتامبر ۲۰۰۰  |
| ۱۳۰۵۷۲ | 2000 RF48   | ۳ سپتامبر ۲۰۰۰  |
| ۱۳۰۵۷۳ | 2000 RZ55   | ۵ سپتامبر ۲۰۰۰  |
| ۱۳۰۵۷۴ | 2000 RF60   | ۸ سپتامبر ۲۰۰۰  |
| ۱۳۰۵۷۵ | 2000 RV67   | ۱ سپتامبر ۲۰۰۰  |
| ۱۳۰۵۷۶ | 2000 RK68   | ۲ سپتامبر ۲۰۰۰  |
| ۱۳۰۵۷۷ | 2000 RK69   | ۲ سپتامبر ۲۰۰۰  |
| ۱۳۰۵۷۸ | 2000 RO69   | ۲ سپتامبر ۲۰۰۰  |
| ۱۳۰۵۷۹ | 2000 RX69   | ۲ سپتامبر ۲۰۰۰  |
| ۱۳۰۵۸۰ | 2000 RO71   | ۲ سپتامبر ۲۰۰۰  |
| ۱۳۰۵۸۱ | 2000 RQ71   | ۲ سپتامبر ۲۰۰۰  |
| ۱۳۰۵۸۲ | 2000 RH75   | ۳ سپتامبر ۲۰۰۰  |
| ۱۳۰۵۸۳ | 2000 RS75   | ۳ سپتامبر ۲۰۰۰  |
| ۱۳۰۵۸۴ | 2000 RA77   | ۵ سپتامبر ۲۰۰۰  |
| ۱۳۰۵۸۵ | 2000 RU77   | ۹ سپتامبر ۲۰۰۰  |
| ۱۳۰۵۸۶ | 2000 RG78   | ۹ سپتامبر ۲۰۰۰  |
| ۱۳۰۵۸۷ | 2000 RT80   | ۱ سپتامبر ۲۰۰۰  |
| ۱۳۰۵۸۸ | 2000 RD83   | ۱ سپتامبر ۲۰۰۰  |
| ۱۳۰۵۸۹ | 2000 RD85   | ۲ سپتامبر ۲۰۰۰  |
| ۱۳۰۵۹۰ | 2000 RG87   | ۲ سپتامبر ۲۰۰۰  |
| ۱۳۰۵۹۱ | 2000 RM87   | ۲ سپتامبر ۲۰۰۰  |
| ۱۳۰۵۹۲ | 2000 RT87   | ۲ سپتامبر ۲۰۰۰  |
| ۱۳۰۵۹۳ | 2000 RX88   | ۳ سپتامبر ۲۰۰۰  |
| ۱۳۰۵۹۴ | 2000 RA90   | ۳ سپتامبر ۲۰۰۰  |
| ۱۳۰۵۹۵ | 2000 RP90   | ۳ سپتامبر ۲۰۰۰  |
| ۱۳۰۵۹۶ | 2000 RV91   | ۳ سپتامبر ۲۰۰۰  |
| ۱۳۰۵۹۷ | 2000 RT93   | ۴ سپتامبر ۲۰۰۰  |
| ۱۳۰۵۹۸ | 2000 RH94   | ۴ سپتامبر ۲۰۰۰  |
| ۱۳۰۵۹۹ | 2000 RF95   | ۴ سپتامبر ۲۰۰۰  |
| ۱۳۰۶۰۰ | 2000 RU96   | ۵ سپتامبر ۲۰۰۰  |
| ۱۳۰۶۰۰ | 2000 SD     | ۱۷ سپتامبر ۲۰۰۰ |
| ۱۳۰۶۰۲ | 2000 SE4    | ۲۱ سپتامبر ۲۰۰۰ |
| ۱۳۰۶۰۳ | 2000 SE7    | ۲۴ سپتامبر ۲۰۰۰ |
| ۱۳۰۶۰۴ | 2000 SH10   | ۲۳ سپتامبر ۲۰۰۰ |
| ۱۳۰۶۰۵ | 2000 SH14   | ۲۳ سپتامبر ۲۰۰۰ |
| ۱۳۰۶۰۶ | 2000 SV14   | ۲۳ سپتامبر ۲۰۰۰ |
| ۱۳۰۶۰۷ | 2000 SY14   | ۲۳ سپتامبر ۲۰۰۰ |
| ۱۳۰۶۰۸ | 2000 SV17   | ۲۳ سپتامبر ۲۰۰۰ |
| ۱۳۰۶۰۹ | 2000 SE19   | ۲۳ سپتامبر ۲۰۰۰ |
| ۱۳۰۶۱۰ | 2000 SK22   | ۲۰ سپتامبر ۲۰۰۰ |
| ۱۳۰۶۱۱ | 2000 SP23   | ۲۶ سپتامبر ۲۰۰۰ |
| ۱۳۰۶۱۲ | 2000 SQ24   | ۲۶ سپتامبر ۲۰۰۰ |
| ۱۳۰۶۱۳ | 2000 SG29   | ۲۴ سپتامبر ۲۰۰۰ |
| ۱۳۰۶۱۴ | 2000 SW29   | ۲۴ سپتامبر ۲۰۰۰ |
| ۱۳۰۶۱۵ | 2000 SX33   | ۲۴ سپتامبر ۲۰۰۰ |
| ۱۳۰۶۱۶ | 2000 SX34   | ۲۴ سپتامبر ۲۰۰۰ |
| ۱۳۰۶۱۷ | 2000 SQ36   | ۲۴ سپتامبر ۲۰۰۰ |
| ۱۳۰۶۱۸ | 2000 SU36   | ۲۴ سپتامبر ۲۰۰۰ |
| ۱۳۰۶۱۹ | 2000 SY36   | ۲۴ سپتامبر ۲۰۰۰ |
| ۱۳۰۶۲۰ | 2000 SJ38   | ۲۴ سپتامبر ۲۰۰۰ |
| ۱۳۰۶۲۱ | 2000 SV39   | ۲۴ سپتامبر ۲۰۰۰ |
| ۱۳۰۶۲۲ | 2000 SM41   | ۲۴ سپتامبر ۲۰۰۰ |
| ۱۳۰۶۲۳ | 2000 SP41   | ۲۴ سپتامبر ۲۰۰۰ |
| ۱۳۰۶۲۴ | 2000 SC43   | ۲۶ سپتامبر ۲۰۰۰ |
| ۱۳۰۶۲۵ | 2000 SJ44   | ۲۴ سپتامبر ۲۰۰۰ |
| ۱۳۰۶۲۶ | 2000 SO49   | ۲۳ سپتامبر ۲۰۰۰ |
| ۱۳۰۶۲۷ | 2000 SB53   | ۲۴ سپتامبر ۲۰۰۰ |
| ۱۳۰۶۲۸ | 2000 SG54   | ۲۴ سپتامبر ۲۰۰۰ |
| ۱۳۰۶۲۹ | 2000 SX55   | ۲۴ سپتامبر ۲۰۰۰ |
| ۱۳۰۶۳۰ | 2000 SB57   | ۲۴ سپتامبر ۲۰۰۰ |
| ۱۳۰۶۳۱ | 2000 SD57   | ۲۴ سپتامبر ۲۰۰۰ |
| ۱۳۰۶۳۲ | 2000 SN57   | ۲۴ سپتامبر ۲۰۰۰ |
| ۱۳۰۶۳۳ | 2000 SA59   | ۲۴ سپتامبر ۲۰۰۰ |
| ۱۳۰۶۳۴ | 2000 SP61   | ۲۴ سپتامبر ۲۰۰۰ |
| ۱۳۰۶۳۵ | 2000 SB63   | ۲۴ سپتامبر ۲۰۰۰ |
| ۱۳۰۶۳۶ | 2000 SC64   | ۲۴ سپتامبر ۲۰۰۰ |
| ۱۳۰۶۳۷ | 2000 SQ64   | ۲۴ سپتامبر ۲۰۰۰ |
| ۱۳۰۶۳۸ | 2000 SC66   | ۲۴ سپتامبر ۲۰۰۰ |
| ۱۳۰۶۳۹ | 2000 SQ66   | ۲۴ سپتامبر ۲۰۰۰ |
| ۱۳۰۶۴۰ | 2000 SN67   | ۲۴ سپتامبر ۲۰۰۰ |
| ۱۳۰۶۴۱ | 2000 SP68   | ۲۴ سپتامبر ۲۰۰۰ |
| ۱۳۰۶۴۲ | 2000 SE70   | ۲۴ سپتامبر ۲۰۰۰ |
| ۱۳۰۶۴۳ | 2000 SD71   | ۲۴ سپتامبر ۲۰۰۰ |
| ۱۳۰۶۴۴ | 2000 SU71   | ۲۴ سپتامبر ۲۰۰۰ |
| ۱۳۰۶۴۵ | 2000 SC73   | ۲۴ سپتامبر ۲۰۰۰ |
| ۱۳۰۶۴۶ | 2000 SW74   | ۲۴ سپتامبر ۲۰۰۰ |
| ۱۳۰۶۴۷ | 2000 SG75   | ۲۴ سپتامبر ۲۰۰۰ |
| ۱۳۰۶۴۸ | 2000 SW76   | ۲۴ سپتامبر ۲۰۰۰ |
| ۱۳۰۶۴۹ | 2000 SR81   | ۲۴ سپتامبر ۲۰۰۰ |
| ۱۳۰۶۵۰ | 2000 SB83   | ۲۴ سپتامبر ۲۰۰۰ |
| ۱۳۰۶۵۱ | 2000 SA86   | ۲۴ سپتامبر ۲۰۰۰ |
| ۱۳۰۶۵۲ | 2000 SG86   | ۲۴ سپتامبر ۲۰۰۰ |
| ۱۳۰۶۵۳ | 2000 SO88   | ۲۴ سپتامبر ۲۰۰۰ |
| ۱۳۰۶۵۴ | 2000 SN94   | ۲۳ سپتامبر ۲۰۰۰ |
| ۱۳۰۶۵۵ | 2000 ST95   | ۲۳ سپتامبر ۲۰۰۰ |
| ۱۳۰۶۵۶ | 2000 SD97   | ۲۳ سپتامبر ۲۰۰۰ |
| ۱۳۰۶۵۷ | 2000 SH97   | ۲۳ سپتامبر ۲۰۰۰ |
| ۱۳۰۶۵۸ | 2000 SQ98   | ۲۳ سپتامبر ۲۰۰۰ |
| ۱۳۰۶۵۹ | 2000 SY98   | ۲۳ سپتامبر ۲۰۰۰ |
| ۱۳۰۶۶۰ | 2000 SR101  | ۲۴ سپتامبر ۲۰۰۰ |
| ۱۳۰۶۶۱ | 2000 SG103  | ۲۴ سپتامبر ۲۰۰۰ |
| ۱۳۰۶۶۲ | 2000 SM104  | ۲۴ سپتامبر ۲۰۰۰ |
| ۱۳۰۶۶۳ | 2000 SY104  | ۲۴ سپتامبر ۲۰۰۰ |
| ۱۳۰۶۶۴ | 2000 SZ106  | ۲۴ سپتامبر ۲۰۰۰ |
| ۱۳۰۶۶۵ | 2000 SD107  | ۲۴ سپتامبر ۲۰۰۰ |
| ۱۳۰۶۶۶ | 2000 SH109  | ۲۴ سپتامبر ۲۰۰۰ |
| ۱۳۰۶۶۷ | 2000 ST109  | ۲۴ سپتامبر ۲۰۰۰ |
| ۱۳۰۶۶۸ | 2000 SE111  | ۲۴ سپتامبر ۲۰۰۰ |
| ۱۳۰۶۶۹ | 2000 SF111  | ۲۴ سپتامبر ۲۰۰۰ |
| ۱۳۰۶۷۰ | 2000 ST111  | ۲۴ سپتامبر ۲۰۰۰ |
| ۱۳۰۶۷۱ | 2000 SH113  | ۲۴ سپتامبر ۲۰۰۰ |
| ۱۳۰۶۷۲ | 2000 SC114  | ۲۴ سپتامبر ۲۰۰۰ |
| ۱۳۰۶۷۳ | 2000 SU114  | ۲۴ سپتامبر ۲۰۰۰ |
| ۱۳۰۶۷۴ | 2000 SB116  | ۲۴ سپتامبر ۲۰۰۰ |
| ۱۳۰۶۷۵ | 2000 SF117  | ۲۴ سپتامبر ۲۰۰۰ |
| ۱۳۰۶۷۶ | 2000 SH117  | ۲۴ سپتامبر ۲۰۰۰ |
| ۱۳۰۶۷۷ | 2000 ST117  | ۲۴ سپتامبر ۲۰۰۰ |
| ۱۳۰۶۷۸ | 2000 SS118  | ۲۴ سپتامبر ۲۰۰۰ |
| ۱۳۰۶۷۹ | 2000 SD119  | ۲۴ سپتامبر ۲۰۰۰ |
| ۱۳۰۶۸۰ | 2000 SK119  | ۲۴ سپتامبر ۲۰۰۰ |
| ۱۳۰۶۸۱ | 2000 SK121  | ۲۴ سپتامبر ۲۰۰۰ |
| ۱۳۰۶۸۲ | 2000 SM122  | ۲۴ سپتامبر ۲۰۰۰ |
| ۱۳۰۶۸۳ | 2000 SV123  | ۲۴ سپتامبر ۲۰۰۰ |
| ۱۳۰۶۸۴ | 2000 SH126  | ۲۴ سپتامبر ۲۰۰۰ |
| ۱۳۰۶۸۵ | 2000 SP127  | ۲۴ سپتامبر ۲۰۰۰ |
| ۱۳۰۶۸۶ | 2000 SR128  | ۲۴ سپتامبر ۲۰۰۰ |
| ۱۳۰۶۸۷ | 2000 SZ131  | ۲۲ سپتامبر ۲۰۰۰ |
| ۱۳۰۶۸۸ | 2000 SR136  | ۲۳ سپتامبر ۲۰۰۰ |
| ۱۳۰۶۸۹ | 2000 SM138  | ۲۳ سپتامبر ۲۰۰۰ |
| ۱۳۰۶۹۰ | 2000 SO140  | ۲۳ سپتامبر ۲۰۰۰ |
| ۱۳۰۶۹۱ | 2000 SW145  | ۲۴ سپتامبر ۲۰۰۰ |
| ۱۳۰۶۹۲ | 2000 SK148  | ۲۴ سپتامبر ۲۰۰۰ |
| ۱۳۰۶۹۳ | 2000 SB149  | ۲۴ سپتامبر ۲۰۰۰ |
| ۱۳۰۶۹۴ | 2000 SO149  | ۲۴ سپتامبر ۲۰۰۰ |
| ۱۳۰۶۹۵ | 2000 SJ150  | ۲۴ سپتامبر ۲۰۰۰ |
| ۱۳۰۶۹۶ | 2000 SK152  | ۲۴ سپتامبر ۲۰۰۰ |
| ۱۳۰۶۹۷ | 2000 SP153  | ۲۴ سپتامبر ۲۰۰۰ |
| ۱۳۰۶۹۸ | 2000 SW153  | ۲۴ سپتامبر ۲۰۰۰ |
| ۱۳۰۶۹۹ | 2000 SG156  | ۲۴ سپتامبر ۲۰۰۰ |
| ۱۳۰۷۰۰ | 2000 SA160  | ۲۲ سپتامبر ۲۰۰۰ |
| ۱۳۰۷۰۱ | 2000 SG168  | ۲۳ سپتامبر ۲۰۰۰ |
| ۱۳۰۷۰۲ | 2000 ST169  | ۲۴ سپتامبر ۲۰۰۰ |
| ۱۳۰۷۰۳ | 2000 SH170  | ۲۴ سپتامبر ۲۰۰۰ |
| ۱۳۰۷۰۴ | 2000 SH176  | ۲۸ سپتامبر ۲۰۰۰ |
| ۱۳۰۷۰۵ | 2000 SF178  | ۲۸ سپتامبر ۲۰۰۰ |
| ۱۳۰۷۰۶ | 2000 SP179  | ۲۸ سپتامبر ۲۰۰۰ |
| ۱۳۰۷۰۷ | 2000 ST179  | ۲۸ سپتامبر ۲۰۰۰ |
| ۱۳۰۷۰۸ | 2000 SE186  | ۲۱ سپتامبر ۲۰۰۰ |
| ۱۳۰۷۰۹ | 2000 SR186  | ۲۱ سپتامبر ۲۰۰۰ |
| ۱۳۰۷۱۰ | 2000 SN187  | ۲۱ سپتامبر ۲۰۰۰ |
| ۱۳۰۷۱۱ | 2000 SR191  | ۲۴ سپتامبر ۲۰۰۰ |
| ۱۳۰۷۱۲ | 2000 SP193  | ۲۴ سپتامبر ۲۰۰۰ |
| ۱۳۰۷۱۳ | 2000 SQ195  | ۲۴ سپتامبر ۲۰۰۰ |
| ۱۳۰۷۱۴ | 2000 SR198  | ۲۴ سپتامبر ۲۰۰۰ |
| ۱۳۰۷۱۵ | 2000 SV203  | ۲۴ سپتامبر ۲۰۰۰ |
| ۱۳۰۷۱۶ | 2000 SL206  | ۲۴ سپتامبر ۲۰۰۰ |
| ۱۳۰۷۱۷ | 2000 SN207  | ۲۴ سپتامبر ۲۰۰۰ |
| ۱۳۰۷۱۸ | 2000 SM209  | ۲۵ سپتامبر ۲۰۰۰ |
| ۱۳۰۷۱۹ | 2000 SZ210  | ۲۵ سپتامبر ۲۰۰۰ |
| ۱۳۰۷۲۰ | 2000 SQ212  | ۲۵ سپتامبر ۲۰۰۰ |
| ۱۳۰۷۲۱ | 2000 SB213  | ۲۵ سپتامبر ۲۰۰۰ |
| ۱۳۰۷۲۲ | 2000 SS214  | ۲۶ سپتامبر ۲۰۰۰ |
| ۱۳۰۷۲۳ | 2000 SO216  | ۲۶ سپتامبر ۲۰۰۰ |
| ۱۳۰۷۲۴ | 2000 SH218  | ۲۶ سپتامبر ۲۰۰۰ |
| ۱۳۰۷۲۵ | 2000 SJ218  | ۲۶ سپتامبر ۲۰۰۰ |
| ۱۳۰۷۲۶ | 2000 SE223  | ۲۷ سپتامبر ۲۰۰۰ |
| ۱۳۰۷۲۷ | 2000 SM223  | ۲۷ سپتامبر ۲۰۰۰ |
| ۱۳۰۷۲۸ | 2000 SJ224  | ۲۷ سپتامبر ۲۰۰۰ |
| ۱۳۰۷۲۹ | 2000 SK227  | ۲۷ سپتامبر ۲۰۰۰ |
| ۱۳۰۷۳۰ | 2000 SO227  | ۲۷ سپتامبر ۲۰۰۰ |
| ۱۳۰۷۳۱ | 2000 SF230  | ۲۸ سپتامبر ۲۰۰۰ |
| ۱۳۰۷۳۲ | 2000 SQ230  | ۲۸ سپتامبر ۲۰۰۰ |
| ۱۳۰۷۳۳ | 2000 SU231  | ۲۴ سپتامبر ۲۰۰۰ |
| ۱۳۰۷۳۴ | 2000 SW233  | ۲۱ سپتامبر ۲۰۰۰ |
| ۱۳۰۷۳۵ | 2000 SC236  | ۲۴ سپتامبر ۲۰۰۰ |
| ۱۳۰۷۳۶ | 2000 ST241  | ۲۴ سپتامبر ۲۰۰۰ |
| ۱۳۰۷۳۷ | 2000 SU241  | ۲۴ سپتامبر ۲۰۰۰ |
| ۱۳۰۷۳۸ | 2000 SJ246  | ۲۴ سپتامبر ۲۰۰۰ |
| ۱۳۰۷۳۹ | 2000 SK247  | ۲۴ سپتامبر ۲۰۰۰ |
| ۱۳۰۷۴۰ | 2000 SH251  | ۲۴ سپتامبر ۲۰۰۰ |
| ۱۳۰۷۴۱ | 2000 SZ253  | ۲۴ سپتامبر ۲۰۰۰ |
| ۱۳۰۷۴۲ | 2000 SA256  | ۲۴ سپتامبر ۲۰۰۰ |
| ۱۳۰۷۴۳ | 2000 SQ256  | ۲۴ سپتامبر ۲۰۰۰ |
| ۱۳۰۷۴۴ | 2000 SH259  | ۲۴ سپتامبر ۲۰۰۰ |
| ۱۳۰۷۴۵ | 2000 ST259  | ۲۴ سپتامبر ۲۰۰۰ |
| ۱۳۰۷۴۶ | 2000 SF260  | ۲۴ سپتامبر ۲۰۰۰ |
| ۱۳۰۷۴۷ | 2000 SV260  | ۲۴ سپتامبر ۲۰۰۰ |
| ۱۳۰۷۴۸ | 2000 ST264  | ۲۶ سپتامبر ۲۰۰۰ |
| ۱۳۰۷۴۹ | 2000 SP265  | ۲۶ سپتامبر ۲۰۰۰ |
| ۱۳۰۷۵۰ | 2000 SV267  | ۲۷ سپتامبر ۲۰۰۰ |
| ۱۳۰۷۵۱ | 2000 SH274  | ۲۸ سپتامبر ۲۰۰۰ |
| ۱۳۰۷۵۲ | 2000 SP274  | ۲۸ سپتامبر ۲۰۰۰ |
| ۱۳۰۷۵۳ | 2000 SA275  | ۲۸ سپتامبر ۲۰۰۰ |
| ۱۳۰۷۵۴ | 2000 SV275  | ۲۸ سپتامبر ۲۰۰۰ |
| ۱۳۰۷۵۵ | 2000 SX275  | ۲۸ سپتامبر ۲۰۰۰ |
| ۱۳۰۷۵۶ | 2000 SB276  | ۲۸ سپتامبر ۲۰۰۰ |
| ۱۳۰۷۵۷ | 2000 SL277  | ۳۰ سپتامبر ۲۰۰۰ |
| ۱۳۰۷۵۸ | 2000 SM277  | ۳۰ سپتامبر ۲۰۰۰ |
| ۱۳۰۷۵۹ | 2000 SX278  | ۳۰ سپتامبر ۲۰۰۰ |
| ۱۳۰۷۶۰ | 2000 SD279  | ۳۰ سپتامبر ۲۰۰۰ |
| ۱۳۰۷۶۱ | 2000 SW281  | ۲۳ سپتامبر ۲۰۰۰ |
| ۱۳۰۷۶۲ | 2000 SV285  | ۲۴ سپتامبر ۲۰۰۰ |
| ۱۳۰۷۶۳ | 2000 SV288  | ۲۷ سپتامبر ۲۰۰۰ |
| ۱۳۰۷۶۴ | 2000 SM298  | ۲۸ سپتامبر ۲۰۰۰ |
| ۱۳۰۷۶۵ | 2000 SX299  | ۲۸ سپتامبر ۲۰۰۰ |
| ۱۳۰۷۶۶ | 2000 SJ301  | ۲۸ سپتامبر ۲۰۰۰ |
| ۱۳۰۷۶۷ | 2000 SR307  | ۳۰ سپتامبر ۲۰۰۰ |
| ۱۳۰۷۶۸ | 2000 SV308  | ۳۰ سپتامبر ۲۰۰۰ |
| ۱۳۰۷۶۹ | 2000 SA314  | ۲۷ سپتامبر ۲۰۰۰ |
| ۱۳۰۷۷۰ | 2000 SS321  | ۲۸ سپتامبر ۲۰۰۰ |
| ۱۳۰۷۷۱ | 2000 SU324  | ۲۸ سپتامبر ۲۰۰۰ |
| ۱۳۰۷۷۲ | 2000 SD326  | ۲۹ سپتامبر ۲۰۰۰ |
| ۱۳۰۷۷۳ | 2000 SH326  | ۲۹ سپتامبر ۲۰۰۰ |
| ۱۳۰۷۷۴ | 2000 SX329  | ۲۷ سپتامبر ۲۰۰۰ |
| ۱۳۰۷۷۵ | 2000 SB335  | ۲۶ سپتامبر ۲۰۰۰ |
| ۱۳۰۷۷۶ | 2000 SB348  | ۲۱ سپتامبر ۲۰۰۰ |
| ۱۳۰۷۷۷ | 2000 SA364  | ۲۰ سپتامبر ۲۰۰۰ |
| ۱۳۰۷۷۸ | 2000 SX369  | ۲۴ سپتامبر ۲۰۰۰ |
| ۱۳۰۷۷۹ | 2000 TQ1    | ۳ اکتبر ۲۰۰۰    |
| ۱۳۰۷۸۰ | 2000 TH3    | ۱ اکتبر ۲۰۰۰    |
| ۱۳۰۷۸۱ | 2000 TF4    | ۱ اکتبر ۲۰۰۰    |
| ۱۳۰۷۸۲ | 2000 TH6    | ۱ اکتبر ۲۰۰۰    |
| ۱۳۰۷۸۳ | 2000 TD11   | ۱ اکتبر ۲۰۰۰    |
| ۱۳۰۷۸۴ | 2000 TF11   | ۱ اکتبر ۲۰۰۰    |
| ۱۳۰۷۸۵ | 2000 TM12   | ۱ اکتبر ۲۰۰۰    |
| ۱۳۰۷۸۶ | 2000 TH16   | ۱ اکتبر ۲۰۰۰    |
| ۱۳۰۷۸۷ | 2000 TE17   | ۱ اکتبر ۲۰۰۰    |
| ۱۳۰۷۸۸ | 2000 TY18   | ۱ اکتبر ۲۰۰۰    |
| ۱۳۰۷۸۹ | 2000 TT19   | ۱ اکتبر ۲۰۰۰    |
| ۱۳۰۷۹۰ | 2000 TW20   | ۱ اکتبر ۲۰۰۰    |
| ۱۳۰۷۹۱ | 2000 TQ26   | ۲ اکتبر ۲۰۰۰    |
| ۱۳۰۷۹۲ | 2000 TW27   | ۳ اکتبر ۲۰۰۰    |
| ۱۳۰۷۹۳ | 2000 TL31   | ۴ اکتبر ۲۰۰۰    |
| ۱۳۰۷۹۴ | 2000 TH34   | ۶ اکتبر ۲۰۰۰    |
| ۱۳۰۷۹۵ | 2000 TS38   | ۱ اکتبر ۲۰۰۰    |
| ۱۳۰۷۹۶ | 2000 TQ39   | ۱ اکتبر ۲۰۰۰    |
| ۱۳۰۷۹۷ | 2000 TW39   | ۱ اکتبر ۲۰۰۰    |
| ۱۳۰۷۹۸ | 2000 TQ41   | ۱ اکتبر ۲۰۰۰    |
| ۱۳۰۷۹۹ | 2000 TL43   | ۱ اکتبر ۲۰۰۰    |
| ۱۳۰۸۰۰ | 2000 TT45   | ۱ اکتبر ۲۰۰۰    |
| ۱۳۰۸۰۱ | 2000 TO49   | ۱ اکتبر ۲۰۰۰    |
| ۱۳۰۸۰۲ | 2000 TX51   | ۱ اکتبر ۲۰۰۰    |
| ۱۳۰۸۰۳ | 2000 TS52   | ۱ اکتبر ۲۰۰۰    |
| ۱۳۰۸۰۴ | 2000 TE55   | ۱ اکتبر ۲۰۰۰    |
| ۱۳۰۸۰۵ | 2000 TU62   | ۲ اکتبر ۲۰۰۰    |
| ۱۳۰۸۰۶ | 2000 TB66   | ۱ اکتبر ۲۰۰۰    |
| ۱۳۰۸۰۷ | 2000 TY67   | ۳ اکتبر ۲۰۰۰    |
| ۱۳۰۸۰۷ | 2000 UU     | ۲۱ اکتبر ۲۰۰۰   |
| ۱۳۰۸۰۹ | 2000 UJ5    | ۲۴ اکتبر ۲۰۰۰   |
| ۱۳۰۸۱۰ | 2000 UN5    | ۲۴ اکتبر ۲۰۰۰   |
| ۱۳۰۸۱۱ | 2000 UH6    | ۲۴ اکتبر ۲۰۰۰   |
| ۱۳۰۸۱۲ | 2000 UP6    | ۲۴ اکتبر ۲۰۰۰   |
| ۱۳۰۸۱۳ | 2000 UM8    | ۲۴ اکتبر ۲۰۰۰   |
| ۱۳۰۸۱۴ | 2000 UW8    | ۲۴ اکتبر ۲۰۰۰   |
| ۱۳۰۸۱۵ | 2000 UD9    | ۲۴ اکتبر ۲۰۰۰   |
| ۱۳۰۸۱۶ | 2000 UJ9    | ۲۴ اکتبر ۲۰۰۰   |
| ۱۳۰۸۱۷ | 2000 UU9    | ۲۴ اکتبر ۲۰۰۰   |
| ۱۳۰۸۱۸ | 2000 UM13   | ۲۳ اکتبر ۲۰۰۰   |
| ۱۳۰۸۱۹ | 2000 UQ14   | ۲۵ اکتبر ۲۰۰۰   |
| ۱۳۰۸۲۰ | 2000 UH17   | ۲۴ اکتبر ۲۰۰۰   |
| ۱۳۰۸۲۱ | 2000 UT19   | ۲۹ اکتبر ۲۰۰۰   |
| ۱۳۰۸۲۲ | 2000 UD20   | ۲۴ اکتبر ۲۰۰۰   |
| ۱۳۰۸۲۳ | 2000 UJ22   | ۲۴ اکتبر ۲۰۰۰   |
| ۱۳۰۸۲۴ | 2000 UQ25   | ۲۴ اکتبر ۲۰۰۰   |
| ۱۳۰۸۲۵ | 2000 UV25   | ۲۴ اکتبر ۲۰۰۰   |
| ۱۳۰۸۲۶ | 2000 UT28   | ۳۰ اکتبر ۲۰۰۰   |
| ۱۳۰۸۲۷ | 2000 UB34   | ۲۴ اکتبر ۲۰۰۰   |
| ۱۳۰۸۲۸ | 2000 UL36   | ۲۴ اکتبر ۲۰۰۰   |
| ۱۳۰۸۲۹ | 2000 UX36   | ۲۴ اکتبر ۲۰۰۰   |
| ۱۳۰۸۳۰ | 2000 UJ40   | ۲۴ اکتبر ۲۰۰۰   |
| ۱۳۰۸۳۱ | 2000 UL43   | ۲۴ اکتبر ۲۰۰۰   |
| ۱۳۰۸۳۲ | 2000 UG44   | ۲۴ اکتبر ۲۰۰۰   |
| ۱۳۰۸۳۳ | 2000 UH44   | ۲۴ اکتبر ۲۰۰۰   |
| ۱۳۰۸۳۴ | 2000 US44   | ۲۴ اکتبر ۲۰۰۰   |
| ۱۳۰۸۳۵ | 2000 US46   | ۲۴ اکتبر ۲۰۰۰   |
| ۱۳۰۸۳۶ | 2000 UJ47   | ۲۴ اکتبر ۲۰۰۰   |
| ۱۳۰۸۳۷ | 2000 UU47   | ۲۴ اکتبر ۲۰۰۰   |
| ۱۳۰۸۳۸ | 2000 UY47   | ۲۴ اکتبر ۲۰۰۰   |
| ۱۳۰۸۳۹ | 2000 UY50   | ۲۴ اکتبر ۲۰۰۰   |
| ۱۳۰۸۴۰ | 2000 UN51   | ۲۴ اکتبر ۲۰۰۰   |
| ۱۳۰۸۴۱ | 2000 UG52   | ۲۴ اکتبر ۲۰۰۰   |
| ۱۳۰۸۴۲ | 2000 UY54   | ۲۴ اکتبر ۲۰۰۰   |
| ۱۳۰۸۴۳ | 2000 UP60   | ۲۵ اکتبر ۲۰۰۰   |
| ۱۳۰۸۴۴ | 2000 UL61   | ۲۵ اکتبر ۲۰۰۰   |
| ۱۳۰۸۴۵ | 2000 UQ62   | ۲۵ اکتبر ۲۰۰۰   |
| ۱۳۰۸۴۶ | 2000 UL63   | ۲۵ اکتبر ۲۰۰۰   |
| ۱۳۰۸۴۷ | 2000 UB64   | ۲۵ اکتبر ۲۰۰۰   |
| ۱۳۰۸۴۸ | 2000 UF64   | ۲۵ اکتبر ۲۰۰۰   |
| ۱۳۰۸۴۹ | 2000 UU64   | ۲۵ اکتبر ۲۰۰۰   |
| ۱۳۰۸۵۰ | 2000 UU66   | ۲۵ اکتبر ۲۰۰۰   |
| ۱۳۰۸۵۱ | 2000 UO68   | ۲۵ اکتبر ۲۰۰۰   |
| ۱۳۰۸۵۲ | 2000 UR68   | ۲۵ اکتبر ۲۰۰۰   |
| ۱۳۰۸۵۳ | 2000 UW68   | ۲۵ اکتبر ۲۰۰۰   |
| ۱۳۰۸۵۴ | 2000 UD73   | ۲۵ اکتبر ۲۰۰۰   |
| ۱۳۰۸۵۵ | 2000 UX73   | ۲۶ اکتبر ۲۰۰۰   |
| ۱۳۰۸۵۶ | 2000 UZ73   | ۲۶ اکتبر ۲۰۰۰   |
| ۱۳۰۸۵۷ | 2000 UV77   | ۲۳ اکتبر ۲۰۰۰   |
| ۱۳۰۸۵۸ | 2000 UJ79   | ۲۴ اکتبر ۲۰۰۰   |
| ۱۳۰۸۵۹ | 2000 UO81   | ۲۴ اکتبر ۲۰۰۰   |
| ۱۳۰۸۶۰ | 2000 UY82   | ۳۰ اکتبر ۲۰۰۰   |
| ۱۳۰۸۶۱ | 2000 UH85   | ۳۱ اکتبر ۲۰۰۰   |
| ۱۳۰۸۶۲ | 2000 US86   | ۳۱ اکتبر ۲۰۰۰   |
| ۱۳۰۸۶۳ | 2000 UB103  | ۲۵ اکتبر ۲۰۰۰   |
| ۱۳۰۸۶۴ | 2000 UD103  | ۲۵ اکتبر ۲۰۰۰   |
| ۱۳۰۸۶۵ | 2000 UJ107  | ۳۰ اکتبر ۲۰۰۰   |
| ۱۳۰۸۶۶ | 2000 UO109  | ۳۱ اکتبر ۲۰۰۰   |
| ۱۳۰۸۶۷ | 2000 US110  | ۲۵ اکتبر ۲۰۰۰   |
| ۱۳۰۸۶۷ | 2000 VZ     | ۱ نوامبر ۲۰۰۰   |
| ۱۳۰۸۶۹ | 2000 VH1    | ۱ نوامبر ۲۰۰۰   |
| ۱۳۰۸۷۰ | 2000 VK1    | ۱ نوامبر ۲۰۰۰   |
| ۱۳۰۸۷۱ | 2000 VG2    | ۱ نوامبر ۲۰۰۰   |
| ۱۳۰۸۷۲ | 2000 VQ2    | ۱ نوامبر ۲۰۰۰   |
| ۱۳۰۸۷۳ | 2000 VR2    | ۱ نوامبر ۲۰۰۰   |
| ۱۳۰۸۷۴ | 2000 VK3    | ۱ نوامبر ۲۰۰۰   |
| ۱۳۰۸۷۵ | 2000 VN3    | ۱ نوامبر ۲۰۰۰   |
| ۱۳۰۸۷۶ | 2000 VU4    | ۱ نوامبر ۲۰۰۰   |
| ۱۳۰۸۷۷ | 2000 VT7    | ۱ نوامبر ۲۰۰۰   |
| ۱۳۰۸۷۸ | 2000 VM13   | ۱ نوامبر ۲۰۰۰   |
| ۱۳۰۸۷۹ | 2000 VP13   | ۱ نوامبر ۲۰۰۰   |
| ۱۳۰۸۸۰ | 2000 VV13   | ۱ نوامبر ۲۰۰۰   |
| ۱۳۰۸۸۱ | 2000 VX13   | ۱ نوامبر ۲۰۰۰   |
| ۱۳۰۸۸۲ | 2000 VN15   | ۱ نوامبر ۲۰۰۰   |
| ۱۳۰۸۸۳ | 2000 VU15   | ۱ نوامبر ۲۰۰۰   |
| ۱۳۰۸۸۴ | 2000 VY17   | ۱ نوامبر ۲۰۰۰   |
| ۱۳۰۸۸۵ | 2000 VV21   | ۱ نوامبر ۲۰۰۰   |
| ۱۳۰۸۸۶ | 2000 VO22   | ۱ نوامبر ۲۰۰۰   |
| ۱۳۰۸۸۷ | 2000 VB23   | ۱ نوامبر ۲۰۰۰   |
| ۱۳۰۸۸۸ | 2000 VU23   | ۱ نوامبر ۲۰۰۰   |
| ۱۳۰۸۸۹ | 2000 VX23   | ۱ نوامبر ۲۰۰۰   |
| ۱۳۰۸۹۰ | 2000 VE24   | ۱ نوامبر ۲۰۰۰   |
| ۱۳۰۸۹۱ | 2000 VP24   | ۱ نوامبر ۲۰۰۰   |
| ۱۳۰۸۹۲ | 2000 VV24   | ۱ نوامبر ۲۰۰۰   |
| ۱۳۰۸۹۳ | 2000 VA27   | ۱ نوامبر ۲۰۰۰   |
| ۱۳۰۸۹۴ | 2000 VC28   | ۱ نوامبر ۲۰۰۰   |
| ۱۳۰۸۹۵ | 2000 VM28   | ۱ نوامبر ۲۰۰۰   |
| ۱۳۰۸۹۶ | 2000 VY28   | ۱ نوامبر ۲۰۰۰   |
| ۱۳۰۸۹۷ | 2000 VS30   | ۱ نوامبر ۲۰۰۰   |
| ۱۳۰۸۹۸ | 2000 VQ31   | ۱ نوامبر ۲۰۰۰   |
| ۱۳۰۸۹۹ | 2000 VG32   | ۱ نوامبر ۲۰۰۰   |
| ۱۳۰۹۰۰ | 2000 VH32   | ۱ نوامبر ۲۰۰۰   |
| ۱۳۰۹۰۱ | 2000 VB33   | ۱ نوامبر ۲۰۰۰   |
| ۱۳۰۹۰۲ | 2000 VW33   | ۱ نوامبر ۲۰۰۰   |
| ۱۳۰۹۰۳ | 2000 VE35   | ۱ نوامبر ۲۰۰۰   |
| ۱۳۰۹۰۴ | 2000 VH39   | ۲ نوامبر ۲۰۰۰   |
| ۱۳۰۹۰۵ | 2000 VO39   | ۱ نوامبر ۲۰۰۰   |
| ۱۳۰۹۰۶ | 2000 VD42   | ۱ نوامبر ۲۰۰۰   |
| ۱۳۰۹۰۷ | 2000 VQ44   | ۲ نوامبر ۲۰۰۰   |
| ۱۳۰۹۰۸ | 2000 VH45   | ۱ نوامبر ۲۰۰۰   |
| ۱۳۰۹۰۹ | 2000 VG46   | ۳ نوامبر ۲۰۰۰   |
| ۱۳۰۹۱۰ | 2000 VU53   | ۳ نوامبر ۲۰۰۰   |
| ۱۳۰۹۱۱ | 2000 VK54   | ۳ نوامبر ۲۰۰۰   |
| ۱۳۰۹۱۲ | 2000 VJ56   | ۳ نوامبر ۲۰۰۰   |
| ۱۳۰۹۱۳ | 2000 VX62   | ۶ نوامبر ۲۰۰۰   |
| ۱۳۰۹۱۳ | 2000 WY     | ۱۷ نوامبر ۲۰۰۰  |
| ۱۳۰۹۱۵ | 2000 WO2    | ۱۸ نوامبر ۲۰۰۰  |
| ۱۳۰۹۱۶ | 2000 WY4    | ۱۹ نوامبر ۲۰۰۰  |
| ۱۳۰۹۱۷ | 2000 WE8    | ۲۰ نوامبر ۲۰۰۰  |
| ۱۳۰۹۱۸ | 2000 WP8    | ۲۰ نوامبر ۲۰۰۰  |
| ۱۳۰۹۱۹ | 2000 WU8    | ۲۰ نوامبر ۲۰۰۰  |
| ۱۳۰۹۲۰ | 2000 WL11   | ۲۴ نوامبر ۲۰۰۰  |
| ۱۳۰۹۲۱ | 2000 WF15   | ۲۰ نوامبر ۲۰۰۰  |
| ۱۳۰۹۲۲ | 2000 WK15   | ۲۰ نوامبر ۲۰۰۰  |
| ۱۳۰۹۲۳ | 2000 WB16   | ۲۱ نوامبر ۲۰۰۰  |
| ۱۳۰۹۲۴ | 2000 WH17   | ۲۱ نوامبر ۲۰۰۰  |
| ۱۳۰۹۲۵ | 2000 WY17   | ۲۱ نوامبر ۲۰۰۰  |
| ۱۳۰۹۲۶ | 2000 WF19   | ۲۵ نوامبر ۲۰۰۰  |
| ۱۳۰۹۲۷ | 2000 WM22   | ۲۰ نوامبر ۲۰۰۰  |
| ۱۳۰۹۲۸ | 2000 WN25   | ۲۱ نوامبر ۲۰۰۰  |
| ۱۳۰۹۲۹ | 2000 WA26   | ۲۱ نوامبر ۲۰۰۰  |
| ۱۳۰۹۳۰ | 2000 WR26   | ۲۵ نوامبر ۲۰۰۰  |
| ۱۳۰۹۳۱ | 2000 WF29   | ۲۰ نوامبر ۲۰۰۰  |
| ۱۳۰۹۳۲ | 2000 WP29   | ۲۱ نوامبر ۲۰۰۰  |
| ۱۳۰۹۳۳ | 2000 WL31   | ۲۰ نوامبر ۲۰۰۰  |
| ۱۳۰۹۳۴ | 2000 WA32   | ۲۰ نوامبر ۲۰۰۰  |
| ۱۳۰۹۳۵ | 2000 WL35   | ۲۰ نوامبر ۲۰۰۰  |
| ۱۳۰۹۳۶ | 2000 WD40   | ۲۰ نوامبر ۲۰۰۰  |
| ۱۳۰۹۳۷ | 2000 WM40   | ۲۰ نوامبر ۲۰۰۰  |
| ۱۳۰۹۳۸ | 2000 WK41   | ۲۰ نوامبر ۲۰۰۰  |
| ۱۳۰۹۳۹ | 2000 WR41   | ۲۰ نوامبر ۲۰۰۰  |
| ۱۳۰۹۴۰ | 2000 WE43   | ۲۱ نوامبر ۲۰۰۰  |
| ۱۳۰۹۴۱ | 2000 WY43   | ۲۱ نوامبر ۲۰۰۰  |
| ۱۳۰۹۴۲ | 2000 WB50   | ۲۶ نوامبر ۲۰۰۰  |
| ۱۳۰۹۴۳ | 2000 WY51   | ۲۷ نوامبر ۲۰۰۰  |
| ۱۳۰۹۴۴ | 2000 WK54   | ۲۰ نوامبر ۲۰۰۰  |
| ۱۳۰۹۴۵ | 2000 WC55   | ۲۰ نوامبر ۲۰۰۰  |
| ۱۳۰۹۴۶ | 2000 WT61   | ۲۱ نوامبر ۲۰۰۰  |
| ۱۳۰۹۴۷ | 2000 WP62   | ۲۰ نوامبر ۲۰۰۰  |
| ۱۳۰۹۴۸ | 2000 WM66   | ۲۰ نوامبر ۲۰۰۰  |
| ۱۳۰۹۴۹ | 2000 WQ66   | ۲۱ نوامبر ۲۰۰۰  |
| ۱۳۰۹۵۰ | 2000 WS72   | ۲۰ نوامبر ۲۰۰۰  |
| ۱۳۰۹۵۱ | 2000 WQ74   | ۲۰ نوامبر ۲۰۰۰  |
| ۱۳۰۹۵۲ | 2000 WB76   | ۲۰ نوامبر ۲۰۰۰  |
| ۱۳۰۹۵۳ | 2000 WT79   | ۲۰ نوامبر ۲۰۰۰  |
| ۱۳۰۹۵۴ | 2000 WL81   | ۲۰ نوامبر ۲۰۰۰  |
| ۱۳۰۹۵۵ | 2000 WT90   | ۲۱ نوامبر ۲۰۰۰  |
| ۱۳۰۹۵۶ | 2000 WE95   | ۲۱ نوامبر ۲۰۰۰  |
| ۱۳۰۹۵۷ | 2000 WS95   | ۲۱ نوامبر ۲۰۰۰  |
| ۱۳۰۹۵۸ | 2000 WD96   | ۲۱ نوامبر ۲۰۰۰  |
| ۱۳۰۹۵۹ | 2000 WF96   | ۲۱ نوامبر ۲۰۰۰  |
| ۱۳۰۹۶۰ | 2000 WS97   | ۲۱ نوامبر ۲۰۰۰  |
| ۱۳۰۹۶۱ | 2000 WV98   | ۲۱ نوامبر ۲۰۰۰  |
| ۱۳۰۹۶۲ | 2000 WX98   | ۲۱ نوامبر ۲۰۰۰  |
| ۱۳۰۹۶۳ | 2000 WD101  | ۲۱ نوامبر ۲۰۰۰  |
| ۱۳۰۹۶۴ | 2000 WW101  | ۲۶ نوامبر ۲۰۰۰  |
| ۱۳۰۹۶۵ | 2000 WK106  | ۲۹ نوامبر ۲۰۰۰  |
| ۱۳۰۹۶۶ | 2000 WA112  | ۲۰ نوامبر ۲۰۰۰  |
| ۱۳۰۹۶۷ | 2000 WX112  | ۲۰ نوامبر ۲۰۰۰  |
| ۱۳۰۹۶۸ | 2000 WC113  | ۲۰ نوامبر ۲۰۰۰  |
| ۱۳۰۹۶۹ | 2000 WC114  | ۲۰ نوامبر ۲۰۰۰  |
| ۱۳۰۹۷۰ | 2000 WD114  | ۲۰ نوامبر ۲۰۰۰  |
| ۱۳۰۹۷۱ | 2000 WP114  | ۲۰ نوامبر ۲۰۰۰  |
| ۱۳۰۹۷۲ | 2000 WB116  | ۲۰ نوامبر ۲۰۰۰  |
| ۱۳۰۹۷۳ | 2000 WS116  | ۲۰ نوامبر ۲۰۰۰  |
| ۱۳۰۹۷۴ | 2000 WX116  | ۲۰ نوامبر ۲۰۰۰  |
| ۱۳۰۹۷۵ | 2000 WB118  | ۲۰ نوامبر ۲۰۰۰  |
| ۱۳۰۹۷۶ | 2000 WW118  | ۲۰ نوامبر ۲۰۰۰  |
| ۱۳۰۹۷۷ | 2000 WO123  | ۲۹ نوامبر ۲۰۰۰  |
| ۱۳۰۹۷۸ | 2000 WN125  | ۲۹ نوامبر ۲۰۰۰  |
| ۱۳۰۹۷۹ | 2000 WF126  | ۳۰ نوامبر ۲۰۰۰  |
| ۱۳۰۹۸۰ | 2000 WJ126  | ۳۰ نوامبر ۲۰۰۰  |
| ۱۳۰۹۸۱ | 2000 WX126  | ۱۶ نوامبر ۲۰۰۰  |
| ۱۳۰۹۸۲ | 2000 WH130  | ۱۹ نوامبر ۲۰۰۰  |
| ۱۳۰۹۸۳ | 2000 WM130  | ۲۰ نوامبر ۲۰۰۰  |
| ۱۳۰۹۸۴ | 2000 WA133  | ۱۹ نوامبر ۲۰۰۰  |
| ۱۳۰۹۸۵ | 2000 WX133  | ۱۹ نوامبر ۲۰۰۰  |
| ۱۳۰۹۸۶ | 2000 WD138  | ۲۱ نوامبر ۲۰۰۰  |
| ۱۳۰۹۸۷ | 2000 WO140  | ۲۱ نوامبر ۲۰۰۰  |
| ۱۳۰۹۸۸ | 2000 WT141  | ۱۹ نوامبر ۲۰۰۰  |
| ۱۳۰۹۸۹ | 2000 WL142  | ۲۰ نوامبر ۲۰۰۰  |
| ۱۳۰۹۹۰ | 2000 WF153  | ۲۹ نوامبر ۲۰۰۰  |
| ۱۳۰۹۹۱ | 2000 WC158  | ۳۰ نوامبر ۲۰۰۰  |
| ۱۳۰۹۹۲ | 2000 WT159  | ۲۰ نوامبر ۲۰۰۰  |
| ۱۳۰۹۹۳ | 2000 WZ159  | ۲۰ نوامبر ۲۰۰۰  |
| ۱۳۰۹۹۴ | 2000 WA162  | ۲۰ نوامبر ۲۰۰۰  |
| ۱۳۰۹۹۵ | 2000 WZ166  | ۲۴ نوامبر ۲۰۰۰  |
| ۱۳۰۹۹۶ | 2000 WE167  | ۲۴ نوامبر ۲۰۰۰  |
| ۱۳۰۹۹۷ | 2000 WS167  | ۲۴ نوامبر ۲۰۰۰  |
| ۱۳۰۹۹۸ | 2000 WY170  | ۲۴ نوامبر ۲۰۰۰  |
| ۱۳۰۹۹۹ | 2000 WU172  | ۲۵ نوامبر ۲۰۰۰  |
| ۱۳۱۰۰۰ | 2000 WL178  | ۲۸ نوامبر ۲۰۰۰  |